# József nádor tér
A József nádor tér közterület Budapest V. kerületében. Az 1800-as évektől, Lipótvárossal egy időben, Pest terjeszkedésével alakult ki. Meghatározó eleme a névadó és a terület fejlesztését előmozdító József nádort ábrázoló szobor. Bár mind az épületek, mind a park jelentős változásokon mentek át évszázadok alatt, a tér történelmi jelentőségét számos műemléki védettség és régészeti feltárás is igazolja.

## Fekvése
A téglalap alakú tér Lipótvárosban található. Területe faltól-falig közel 8500 m², amelynek úttestek által határolt középső, parkosított része 2016 előtt 5735 m² volt.

### Megközelítése budapesti tömegközlekedéssel
- Busz:  15, 16, 105, 178, 216
- Éjszakai busz:  916, 990
- Metró:   (Vörösmarty tértől)

## Korábbi elnevezései
A 19. század elején Sóhivatal térnek vagy Só térnek is nevezték (Salzamts Grund illetve  Salz Platz), majd az 1820-as évektől Joseph Platznak, 1874-től pedig József térnek nevezték. Mai nevét 1938-ban nyerte el.

## Geológiai leírása
Az alapkőzet a Duna bal parti hordaléka; kavics, homok, de a mélyben megtalálhatók a Pannon-tenger üledékei is. A  területet a Duna szabályozásával töltötték fel. A felszínt borító talajok jellegzetes problémája, hogy mivel a helyben keletkező szerves anyagot (kaszálék, lomb, egyéb növényi eredetű szerves anyag) folyamatosan eltakarítják, természetes úton nem keletkezik humusz.

## Története

### A kezdetek
A középkorban ez a tér is kívül esett még a római erődítmények romjain épült Pest – amelyet városfallal vettek körül a 12. századra – határain. Kutatások szerint 14–15. századi településnyomokat is felfedeztek itt. A török hódoltság alatt a teret meghaladó területen temető volt, amit az 1684-es és 1686-os ostromokról készült metszetek és későbbi feltárások is igazoltak. A török alóli felszabadító harcok után újra növekedésnek indult. Az egykori városfalon kívül és a külvárosokban elsősorban a mezőgazdasági tevékenység volt a jellemző, csupán Mária Terézia idejében kezdték támogatni beépítésüket, majd 1805-ben Hild János készített szabályozási és városrendezési tervet (amibe  Széchenyi István minden tervét, ötletét, álmát belerajzoltatta). Ő javasolta, hogy ezt a vidéket tisztítsák meg a „csúf” kincstári raktárépületektől, amik helyébe két tér (ezekből alakult ki a József és a Színház tér) és egy utca (ebből született meg a Dorottya utca) kerülne, s melyeket két oldalról két palotasor szegélyezne. József nádor ezt személyesen nyújtotta át a királynak saját, Pest szépítésével és a szépítési költségek fedezésére szükséges pénzalap előteremtésével foglalkozó munkájával.

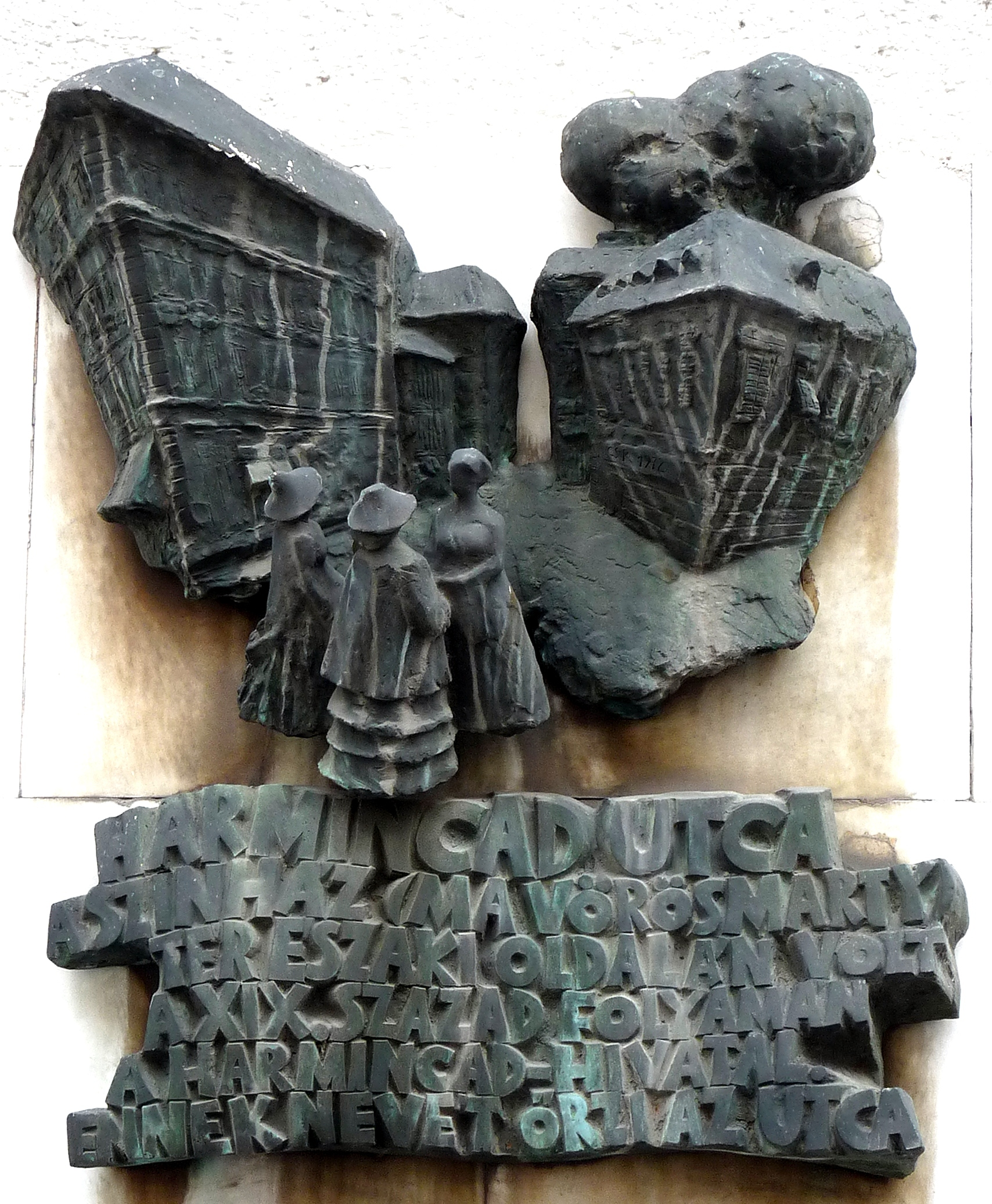
A harmincad-hivatal emléktáblája

Az egykor fontos szerepet játszott pesti sóhivatalt a hozzátartozó sóraktárral együtt (a 21. században a Széchenyi István tér, Mérleg utca, Nádor utca, József nádor tér, Wekerle Sándor utca és Dorottya utca által határolt területen) 1820-ban elköltöztették. A felszabadult telkek értékesítését, majd építését, ahogy – Lipótváros megalapításával kapcsolatosan – a környező területek házhelyekre osztását is a József nádor legfőbb vezetése mellett 1808 óta működő „Verschönerungs Commission” (Szépítőbizottmány) végezte. A hajdani pesti Salz Platz is ez után kapott új nevet: Joseph Platz lett. A raktárépület helyének Duna fele eső, északi részén létesült például a Diana fürdő. A régi épületek közül ekkor csupán a későbbi Gerbeaud-ház helyén állott harmincad-hivatal maradt meg, amelynek emlékét a közeli Harmincad utca neve őrzi. 1823-ban a hivatal addig a térbe háromszög alakban belógó kertjét is szabályozták, s ez által nyerte el a József tér szabályos, téglalap alakját.
Mivel a városrész kialakítása is József nádorhoz fűződik, a pesti tanács döntése alapján Mária Dorottyával kötött esküvőjének (1819) tiszteletére, 1824. augusztus 24-én Lipótvárosban két közterület új nevet kapott. A középkori városfalon kívüli északi teret „József”, a tőle Duna felé eső első utcát pedig feleségéről „Mária Dorottya” névre keresztelték el. Ez volt az első alkalom, hogy élő személyről neveztek el utcát Pest városában. József nádor halála után a tértől északra induló, addigi Szél utca a „Nádor” nevet kapta.

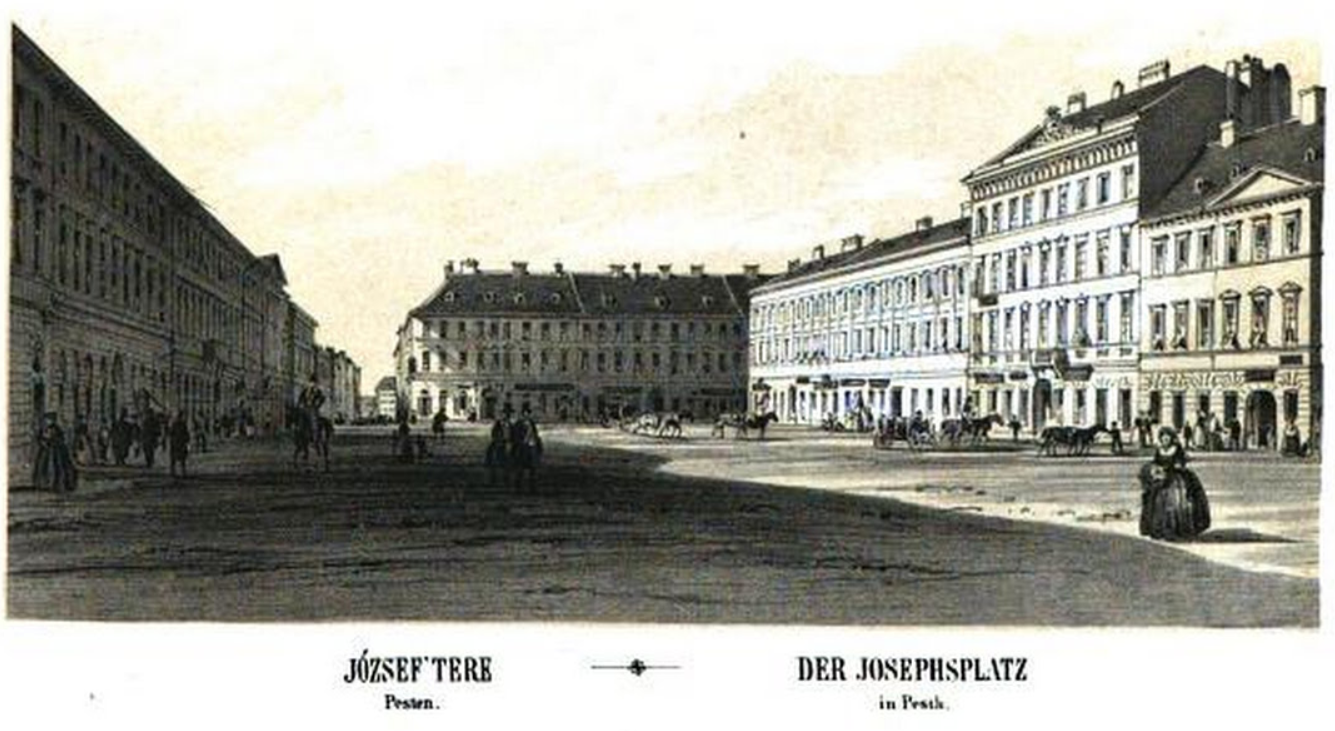
A tér Rudolf von Alt rajzán 1845-ben a Szél (később Nádor) utcával

Pest városa az 1800-as évek elején még rendkívül szegény volt sétaterekben, ám a Szépítőbizottmány 1808. július 29-én jóváhagyott programjában már szép számú terv szerepelt ilyenekre. A kiemelt tervek között szerepelt a József tér is, de egyik sem valósult meg. Széchenyi István a választott polgárság 1832. július 7-i ülésén adta elő, hogy a József téren sétateret szándékszik alapítani. Ehhez támogatásukat kérte, és meg is kapta, de megvalósítására nem került sor.
Széchenyi első házépítési terve ezen a területen valósult meg. 1832-es röpiratában még a József piacon (a későbbi József nádor téren) akart kis épületet emelni a – később Pesti Magyar Színházként megnyíló – legfőbb nemzeti teátrum számára. A tér hosszabb oldalait rendben valónak találta, ahova még a magyar játékszín, esetleg mellette még a Magyar Tudós Társaság (a mai MTA), vagy egy Casino épülhetne, s a „ki-nem-épített” rövidebb oldalát pedig egy új városház építésére. Ám 1835-ben tervei elfogadása helyett az új vámhivatal építésének terveit kapta kézhez. El is vállalta volna, ha a magyar kamara méltányos áron átengedi a régi harmincadhivatali épületét, ekkor már egy bérpalota építésére – ami egyik oldalról a Színház, másikról a József térre nyílott volna –, a régi épület becsértéke és az új harmincadhivatali palota építési költségei közötti különbözetet a kamara 4%-os kamat mellett megtéríti. A tervezett épület szabályos kiképzéséhez területkiegészítésre volt szükség. Hosszan elhúzódtak a tárgyalások, majd az 1838-as pesti árvíz megakadályozta ezen tervek megvalósulását, s ismét az új városházát tervezte megépíteni, ez azonban nem történt meg.

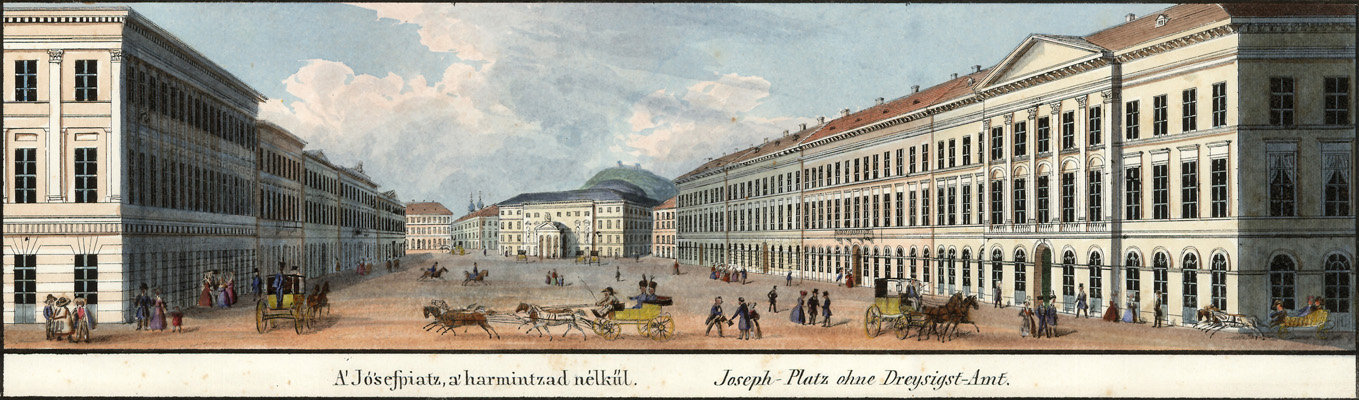
A József piac a harmincad-hivatal nélkül Carl Vasquez Pinos térképalbumának rajzán csupán tervként, jobbra hátul a Német Színház

A Színház (később Gizella, majd Vörösmarty) és József tér közti telek akkor Pest egyik legértékesebb ingatlana volt. József nádor – ahogy az egy 1829-es, a Szépítőbizottmányhoz intézett átiratából is tudható, – nagyon szerette volna ide felépíteni az új városházát. Még 1841-ben, többszöri kudarc után is megpróbált a kamarával egyezkedni, de 1842 tavaszán a régi városháza átalakítását kezdték meg. A hivatal lebontása végül évtizedekig, 1859-ig elhúzódott. Ekkor még lett volna lehetőség a Színház térrel való egyesítésére, azonban, mivel a városnak pénzre volt szüksége, hogy felépíthesse a Vigadót, ez nem történt meg. A harmincad szabálytalan telkét megnagyobbítva ezért négy részre osztották és elárverezték, közel 341 ezer forintért. A három első telken Hild József tervei alapján egységes reneszánsz stílusú palota épült, míg a negyedik, Kovács Sebestyén Endre professzor által birtokolt házat Máltás Hugó építette romantikus stílusban – ezt a pesti nép „Schneider-Viereck”, azaz Vágónégyszög névre keresztelte. Feszl Frigyes még 1871-ben is az épületegyüttes lebontásáért és a terek egyesítéséért szólalt fel.
A kor két jeles embere azonban volt, amiben nem értett egyet. Széchenyi István ugyan támogatta a nádor törekvéseit a nagy városi parkok (mint például a Városliget) létesítésének ügyében is, azzal azonban nem értett egyet, sőt, meg is botránkozott azon, hogy József nádor, – aki egyébként szívesen kertészkedett, – azt tartotta, hogy a fák nem a város szűk tereire, hanem az erdőbe valók. Széchenyi ekképpen írt egyik ilyen vitájukról naplójában: „A fákra nézvést, miket ültetni akarok, a nádor kipirult arccal és felforrt epével jelentette ki »megtiltaná«.”

### A 19. század második felében

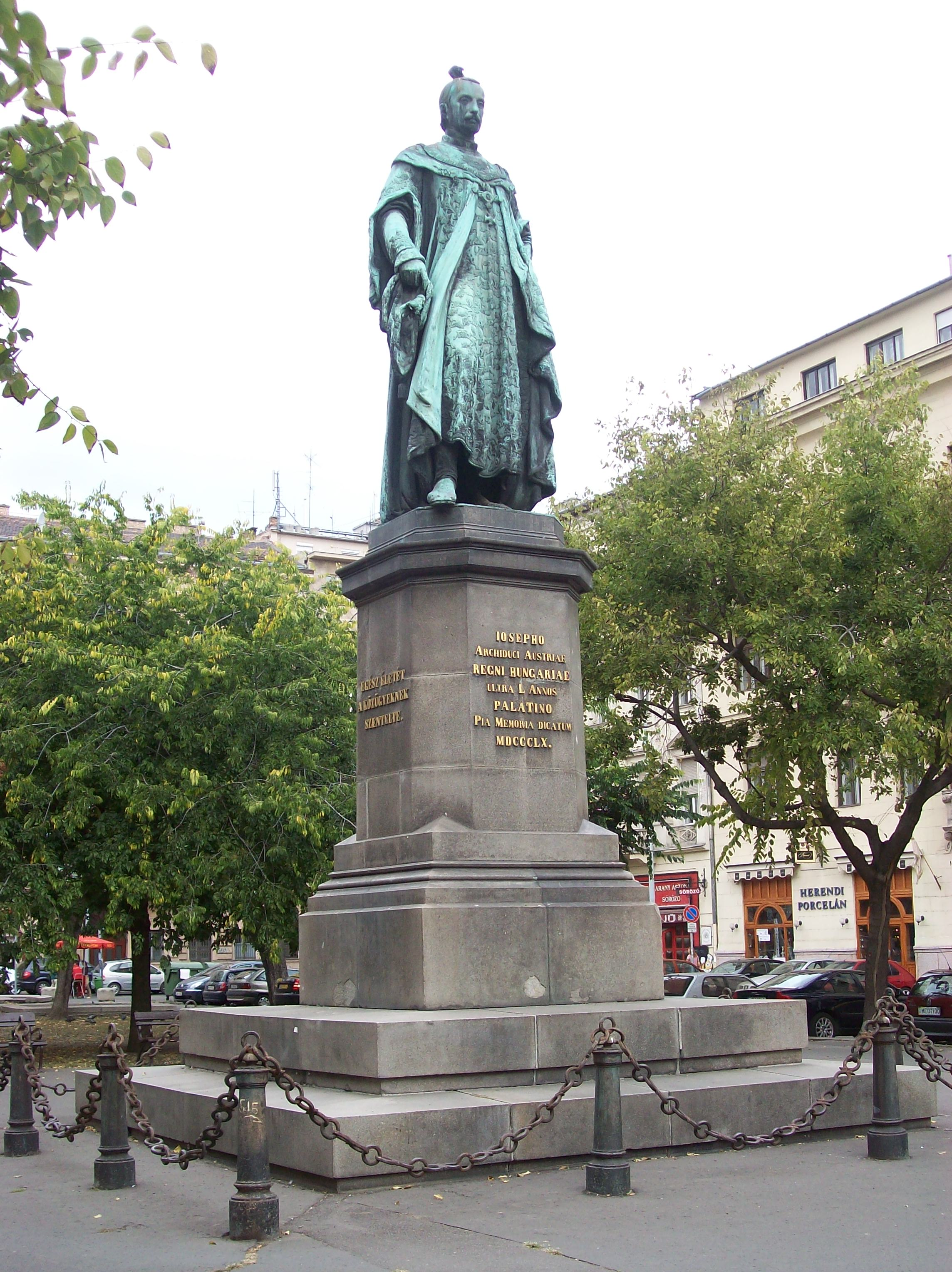
József nádor szobra a róla elnevezett téren 2009-ben

József nádor halála után, már 1847-ben megindult a gyűjtés szobrára, amelyet – mivel az 1848–1849. évi önvédelmi háború leverését követő önkényuralmi korszakban tilos volt személyt ábrázoló szobrok állítása – Albrecht főherceg parancsára már 1853-ban rendeltek meg. Eredetileg Schwanthaler Lajos müncheni szobrász készítette volna, azonban ő 1848-ban meghalt, így egy másik német szobrász jutott a megbízáshoz. Már 1849-ben is volt szándék a terület sétatérré alakítására, akkor a párizsi Jardin des plantes(fr) (növénykert) mintájára képzelték el a kivitelezést, 1855-ben pedig kettős fasor ültetését határozták el. De csak néhány év múltán alakították kertszerűvé a József teret. 1857-ben a szobrot körülvevő kert kivitelével Pecz Ármin ludoviceumi főkertészt bízták meg, Az ekkor még szerény sétatér kialakítását 1858 őszre fejezték be.
A József nádor, vagy ahogy emlegették: „legmagyarabb Habsburg” iránti rokonszenv kezdeményezte az őt ábrázoló szobrot. Johann Halbig alkotását – ami már 1860-ban a városban volt, de csak – 1869-ben állították föl a téren, s április 25-én az egész udvar jelenlétében leplezték le. Addig azon ment a vita, hogy merrefelé nézzen a nádor szobra. A pesti szoborbizottság azt akarta, hogy a Duna felé – mivel a Szépítő Bizottság, amelynek a nádor elnöke volt, a Lipótvárost építette meg –, míg a szobor megalkotója azt kívánta, hogy a régi harmincad-hivatal, vagyis a Belváros – vagyis az 1847-ben leégett Német Színház – felé nézzen, s végül ez a szándék lett a győztes. Rottenbiller Lipót, volt polgármester a leleplezés alkalmából 1600 forintot adományozott, amit a város a tér díszes vasrácsozattal körbekerítésére költött, igaz csak 1876-ban (amit egy egységes városrendezés kapcsán 1935-ben bontottak el).
A szobor öntését a müncheni (akkor még királyi) ércöntöde végezte. A nádort Magyar Királyi Szent István-rendi díszöltözetében jeleníti meg. Magassága a talapzattal együtt 4 és fél öl (8,2296 méter), amihez 85 mázsányi ércet használtak fel, s költsége mintegy 40 000 forint volt. A 19. század második felében jelent meg Magyarországon a köztéri emlékműszobrászat. Mivel az 1852-ben felállított Hentzi tábornokét 1899-ben eltávolították, sokan úgy tartják, hogy József nádor szobra volt az első ilyen emlékmű Pest-Budán.
Ekkor még csupa egy-, kétemeletes ház ölelte körül a kis teret. Még 1871-ben elhatározták, hogy a teret vasrácsozattal – erre azonban csupán 1876-ban cserélték le az addigi fakorlátokat – és közvilágítással veszik körbe. Ez utóbbihoz a 12 gázkandeláber légszeszcsövének fektetése közben egy öl mélységben emberi csontvázra akadtak, amit a Rókus-kórházba szállítottak.

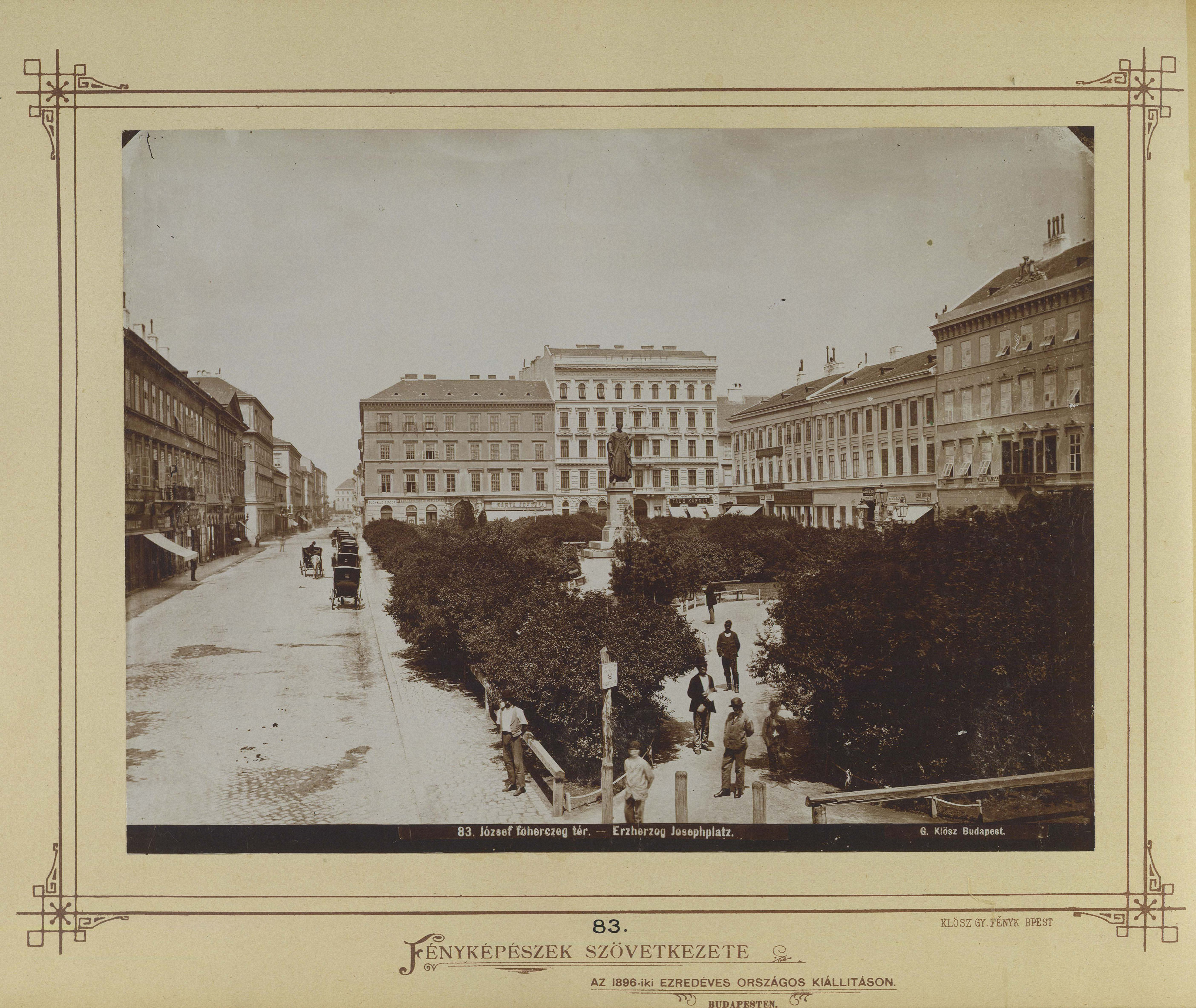
1873–1876 között, a sétány fakorláttal, a 11-12. számú házak még kétemeletesek, de a Wieser-ház már négyemeletes Klösz György fotóján

A térhez köthető, hogy a század második felében a rendőrség egy rendeletet bocsátott ki, miszerint büntetés terhe alatt megtiltották égő szivar és gyufa eldobását az utcán, mivel 1874-ben a József téren egy fiatal hölgynek a ruhája állítólag égő szivarvégtől gyulladt meg, aki összeégvén, az égések következtében meghalt.
Az 1873-as főzárszámadásban lett – az Erzsébet térrel, a Ferenc József sétánnyal (Belgrád rakpart), a Városmajorral, a Gellértheggyel és a ferencvárosi erdővel (Népliget) együtt – kiemelt fejlesztési terület, de mérete miatt kevésbé volt jelentős. Előtte kövezetlen volt, homok-, majd sártenger. Az első „Beauval-bál”-t, melyben Podmaniczky Frigyes is részt vett, a Hanzély-házban (Nádor utca 1.), a József tér és Nádor utca szögletén tartották meg 1838-ban. 1881-ben a tér hat házát gázlámpás díszkivilágítással látták el. A bérkocsiállomáshely aszfaltozását 1891-ben engedélyezték.

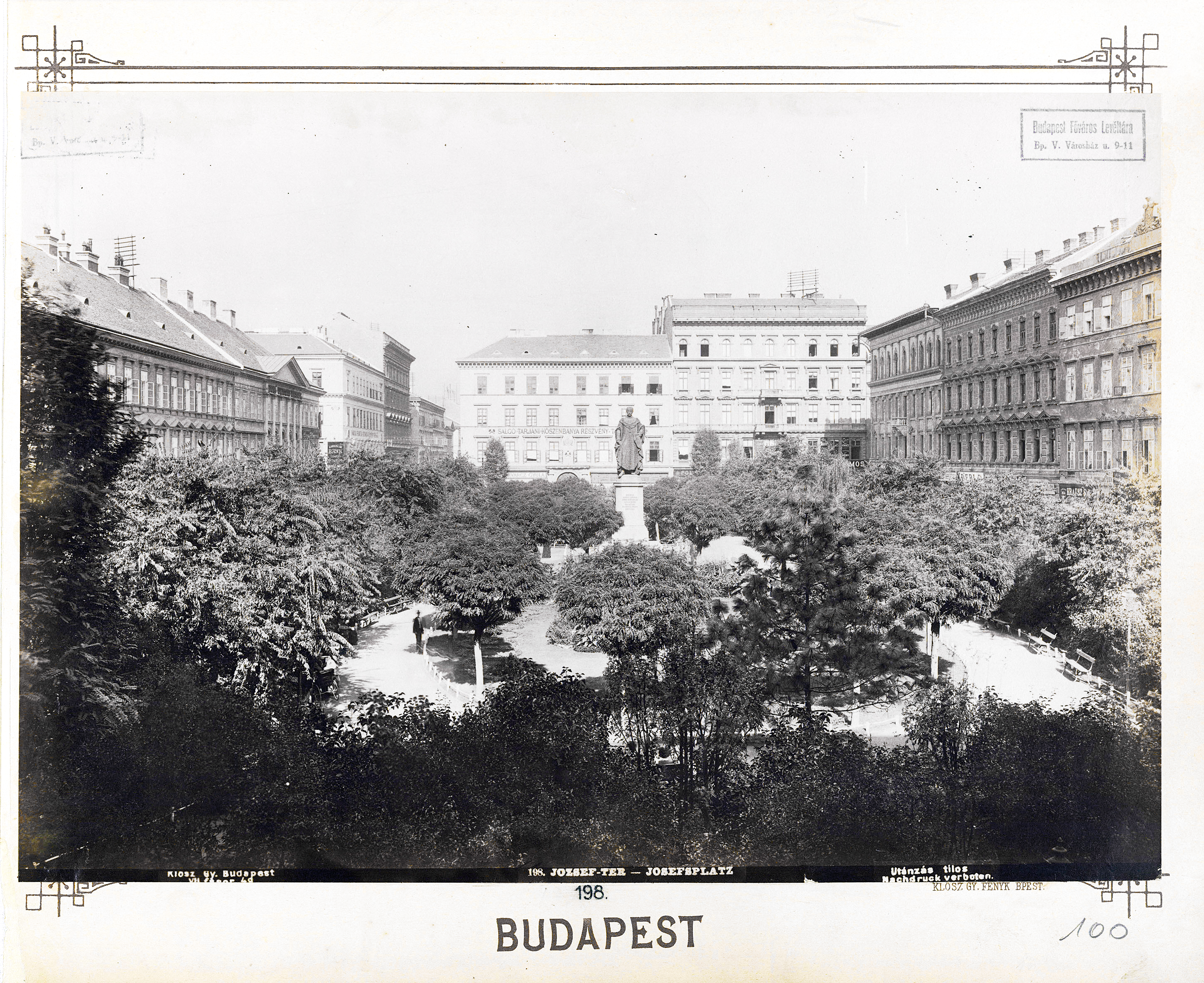
1880–1900 között, amikor a 10-12. számú házak már háromemeletesek voltak, de a téren a Nádor utcai Hanzély-sarokház még áll, Klösz György fotóján

A század végén Ilsemann Keresztély főkertész vette kezelésbe a kis teret. A Kertészeti lapokban, 1892-ben így ír erről: „Nagy szőnyegágyak alkotásánál szinte szükséges, hogy a talajt a központ felé emeljük [...] idősb Luczenbacher Pál főrendiházi tag, a fővárosi sétatereket felügyelő bizottság elnöke, két 3 méter magas majolika-vázát állíttatott fel a József-téren. A növények megválasztásánál tehát e vázák-sötét, majdnem nagyon komor színét kellett figyelembe venni, a minek összeállítására nézve pedig nekem is a színharmónia törvényeihez kellett alkalmazkodnom. A vázák hideg színárnyalatának enyhítése végett, az ágy alapját Sedum carneumból vetettem meg, s ezen az alapon csináltam aztán a többi növény számára az egyes arabeszkeket és szalagokat, de úgy, hogy az egyes alakok a Sedum fehér alapjából 20 cm-ig kiemelkedtek. A váza körül Iresine Lindenii, Alternanthera nana compacta aurea, Alternanthera versicolor, Alternanthera amoena, Lobelia Kaiser Wilhelm, Alternanthera paronychiodes nana compacta voltak; egyes magasabb növényükül pedig Thuja nana compacta és Acalypha tricolor alkalmaztatott.” Ezek mellett pedig néhány jegenyeakác kapott helyet. A székesfőváros tanácsa a Királyi Magyar Természettudományi Társulat botanikai szakosztályának 1892. február 12-én tartott üléséből dr. Szterényi Hugó, a Ferenc József-intézet neves néhai növénytan-tanárának javaslata alapján tett előterjesztésére kísérletképen elrendelte, hogy az Erzsébet téren és a József téren kiültetett fákat és bokrokat a latin és magyar nevük feltüntetésével névjelző táblákkal kell megjelölni, majd külön bizottság nézte át és ellenőrizte a latin és magyar nevek helyességét. A két téren összesen 100 fa és bokor nevét írták össze.
A főváros az 1896-os millenniumi ünnepségekre is készülve – a már akkor meglevő nyilvános illemhelyek számát növelve – elhatározta, zöldre festett, fűthető, piszoárral és árnyékszékkel egyaránt rendelkező vasházacskákkal „díszesíti” a város fő útvonalait, forgalmasabb pontjait, köztük a József-teret is.

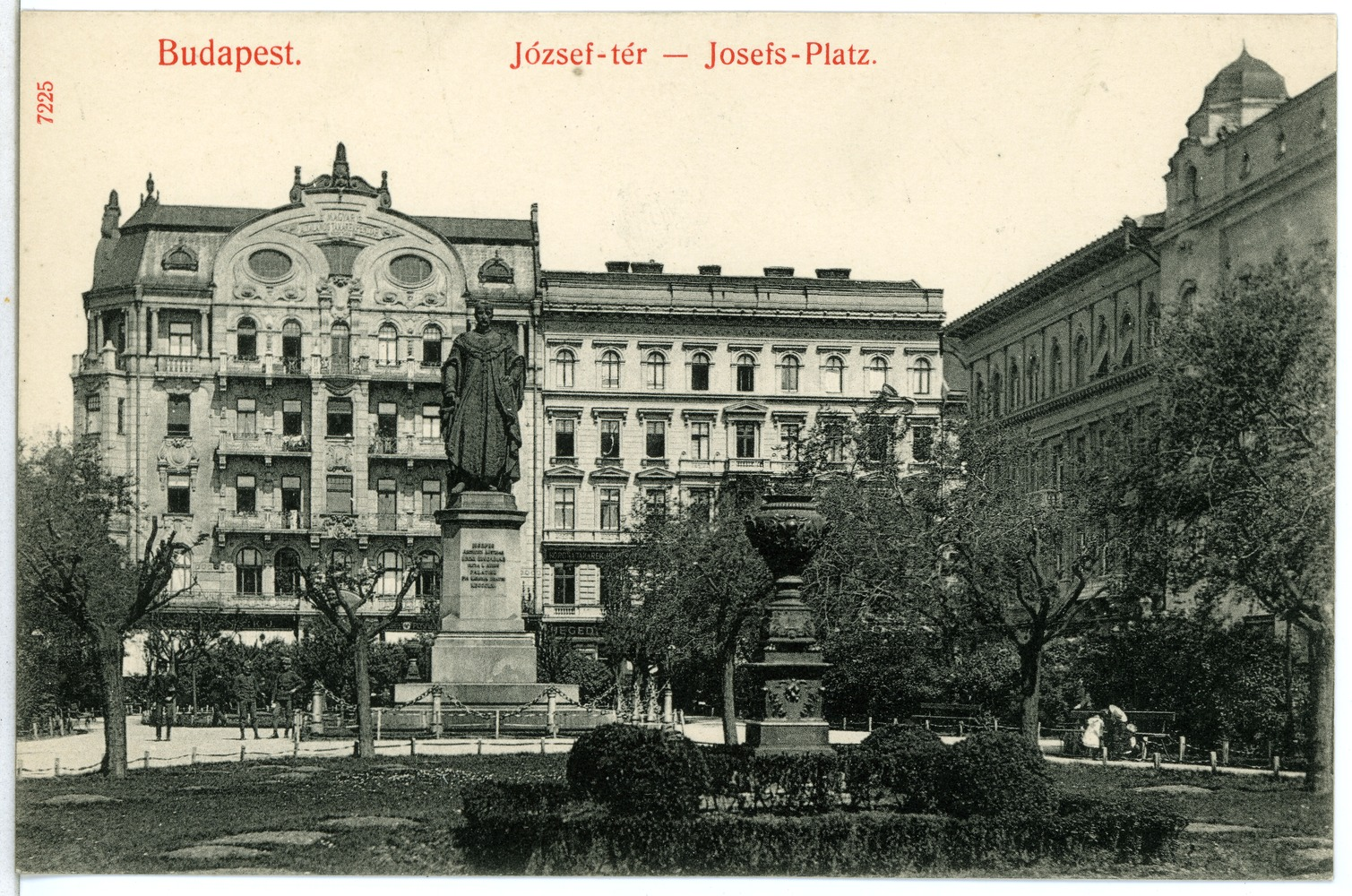
1906-os képeslapon

A Karl Baedeker lipcsei könyvkiadó által publikált útikalauz századfordulós (1900) kiadásaiban már a főváros kedvelt séta- és kirándulóhelyei, a társas élet népszerű színterei között szerepelt.

### A 20. században
1905-ben aszfaltozták a tér kocsiútját, bérkocsiállomását és gyalogjáróját – a munkálatokat az Angol aszfalt-társaság végezte. 1914-ben, amikor a Fürdő (később József Attila) utca faburkolatát is aszfaltra cserélték, a tíz évvel korábban, Devecis Ferenc által felvetett javaslat szerint a közmunkatanács elrendelte, hogy az utca kiszélesítse végett másfél méteres sávot vágjanak le a tér hosszából.
Strobl Alajos kezdeményezésére és munkájával 1911-ben először tisztították meg a köztéri szobrokat – amit például Zala György, Ligeti Miklós és Róna József is vandalizmusnak tartott –, ezek között is elsőként József nádorét a József téren. „Nem a patinát akarom én leszedni, hisz azt minden laikus tudja, hogy az a bronzszobroknak egyik művészi kincse, hanem a félszázados piszokréteget és kormot mosattam le puha kefével. [...] Az ötven év alatt magától képződött nemes, finom, zöldszínü patina éppen a tisztogatás után vált láthatóvá” fogalmazott Strobl a vádakra reagálva.

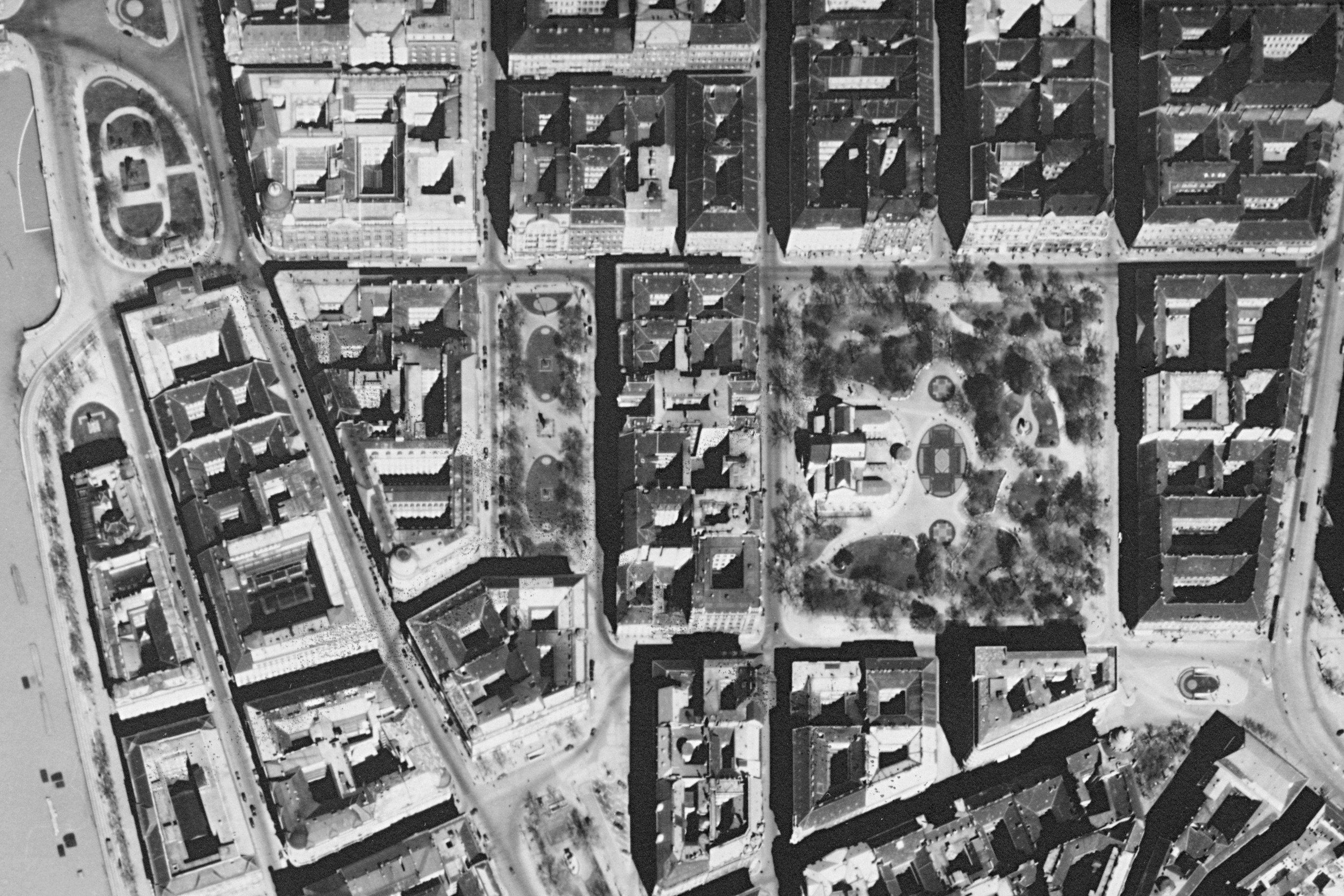
Balra a József nádor – még a parkolók kialakítása (1950) és a József Attila utca négy sávossá tétele (1964) előtti állapotában –, jobbra pedig az Erzsébet tér és környezetük, légi felvételen 1944 áprilisában

1913-ban Räde Károly lett a főváros főkertésze, s mint új kertészeti igazgató, azonnal neki is látott a főváros nyilvános kertjeinek művészi kiképzéséhez. Elsők között a József-tér került rendezés alá. Egy 4000 m2-es empire stílusú kertet alakított ki Pompeii udvarkertjeinek mintájára: két ellipszis középen a négyszögű törpe sövényszegélyből kimagasló vázával. 1925-re már befejezték a régi parkok rendezését. A kertészeti igazgató ezzel kapcsolatos nyilatkozata alapján a fővárosban az akkori 104 park, sétány és tér között a József téri „kisebb és már nem bír sem sétány, sem park jelleggel. [Az ilyen] terek persze már nem annyira sétahelyek, mint inkább kertészetileg díszített térségek”. Az „ilyen kisebb közkertek a felfelé növekedő házak közt egyre inkább kénytelenek az udvarkerti stílushoz alkalmazkodni, s egyre inkább megújul bennük a régi mértani kerteknek valamely stílusa” írta Rapaics Raymund 1940-ben.
Lechner Jenő így írt a tér építészetéről A Magyar Mérnök- és Építész-Egylet Közlönye 1918-as számaiban közölt írásában Carl Vasquez képe kapcsán: „A József-tér e látképén ugyancsak egységes ízlésű neoklasszikus épületekkel van körülépítve. Ezek közül a „Blumensteckl” és a Harmincad-utca sarkán levő épületek állanak még fenn mint szerény mementói a nádor-korabeli Pest eltünedező világának. [...] Kegyetlenül átépített szép régi épületek többek között például a József-tér 8 és 12” [...] 1836-ban „még csak üres, szép klasszicizáló épületekkel szegett térség. A szép, egységes térkiképzést a 10. számú háznak háromemeletesre alakítása kezdte volt ki.”
Budapest közvilágítási programjának keretében 1928 áprilisában a térre ívlámpa kandelábereket állítottak.
1929 szeptemberében a parkot körülvevő utakat az akkor bevezetett rendelet szövege szerint „jobbra irányuló”, akkori fogalmak szerinti „körforgalommá” alakították, így a várakozó kocsik a menetirány szerinti bal oldalt vehették igénybe – mivel akkor még bal oldali közlekedési rend volt, egészen 1941-ig. Ez azt jelentette, ahogy az Auto és Motorujság 1930-ban fogalmazott, hogy: „A József térnél a Gróf Tisza István ucca és Harmincad ucca közti szakaszán a Gróf Tisza István ucca, a Gróf Tisza István ucca és Wurm ucca által bezárt részén pedig a Wurm ucca irányából szabad behajtani.” Ebben az időben a téren már nagyra cseperedett ostorfák közé hársfákat ültettek.
1938. február 15-én délelőtt határozott a Fővárosi Közmunkák Tanácsa több más átnevezéssel együtt a József nádor tér elnevezésről. Már ebben az évben felmerült egy 4000 személyes légoltalmi óvóhelyként is használható földfelszín alatti, 134 férőhelyes garázs megépítése a park alatt, azonban a Közmunkatanács ezt a növényzetre hivatkozva elutasította, de az e célú hasznosítás közbeszéd témája maradt.

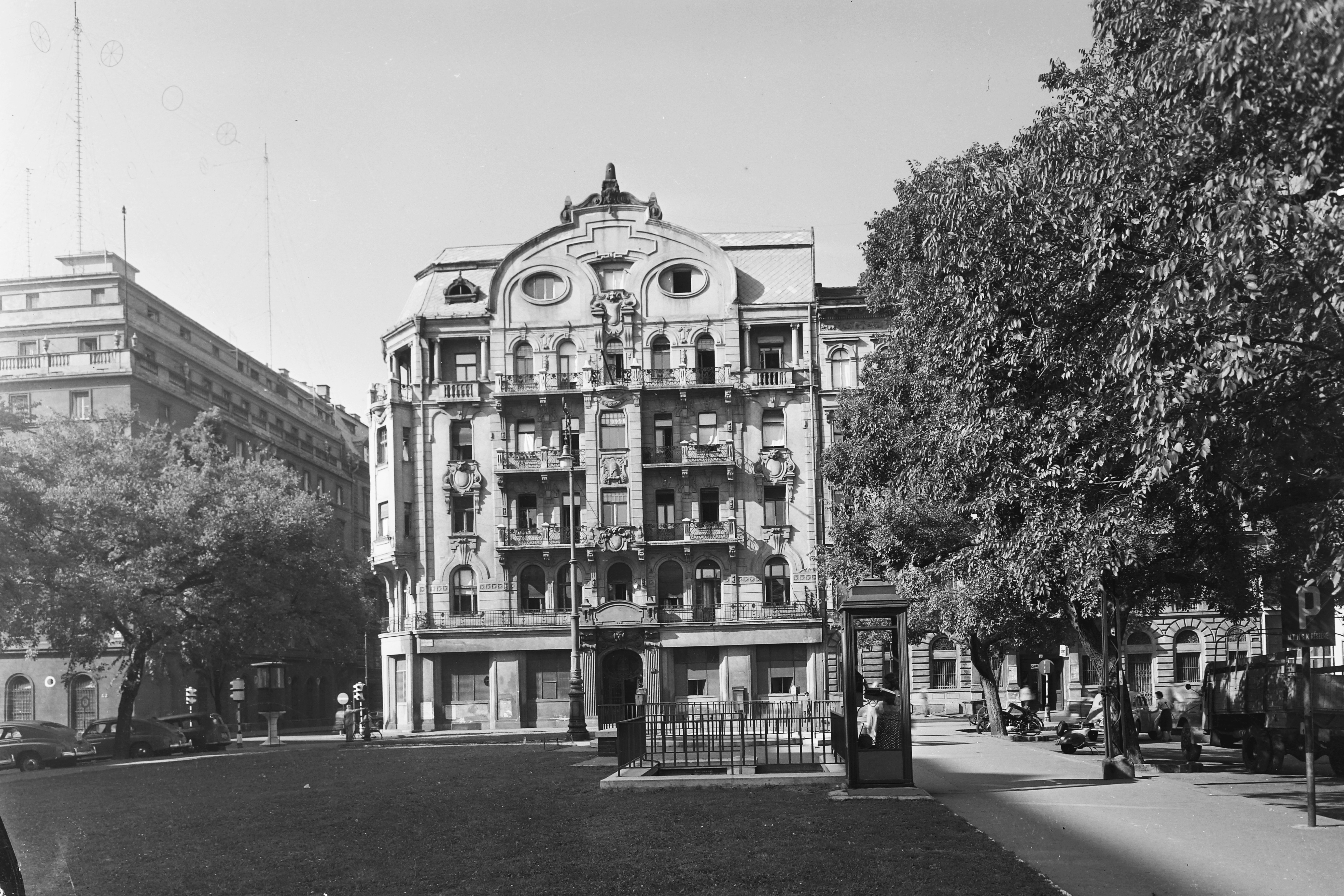
A földbe süllyesztett illemhely az északi oldalon (József Attila utca) 1958-ban

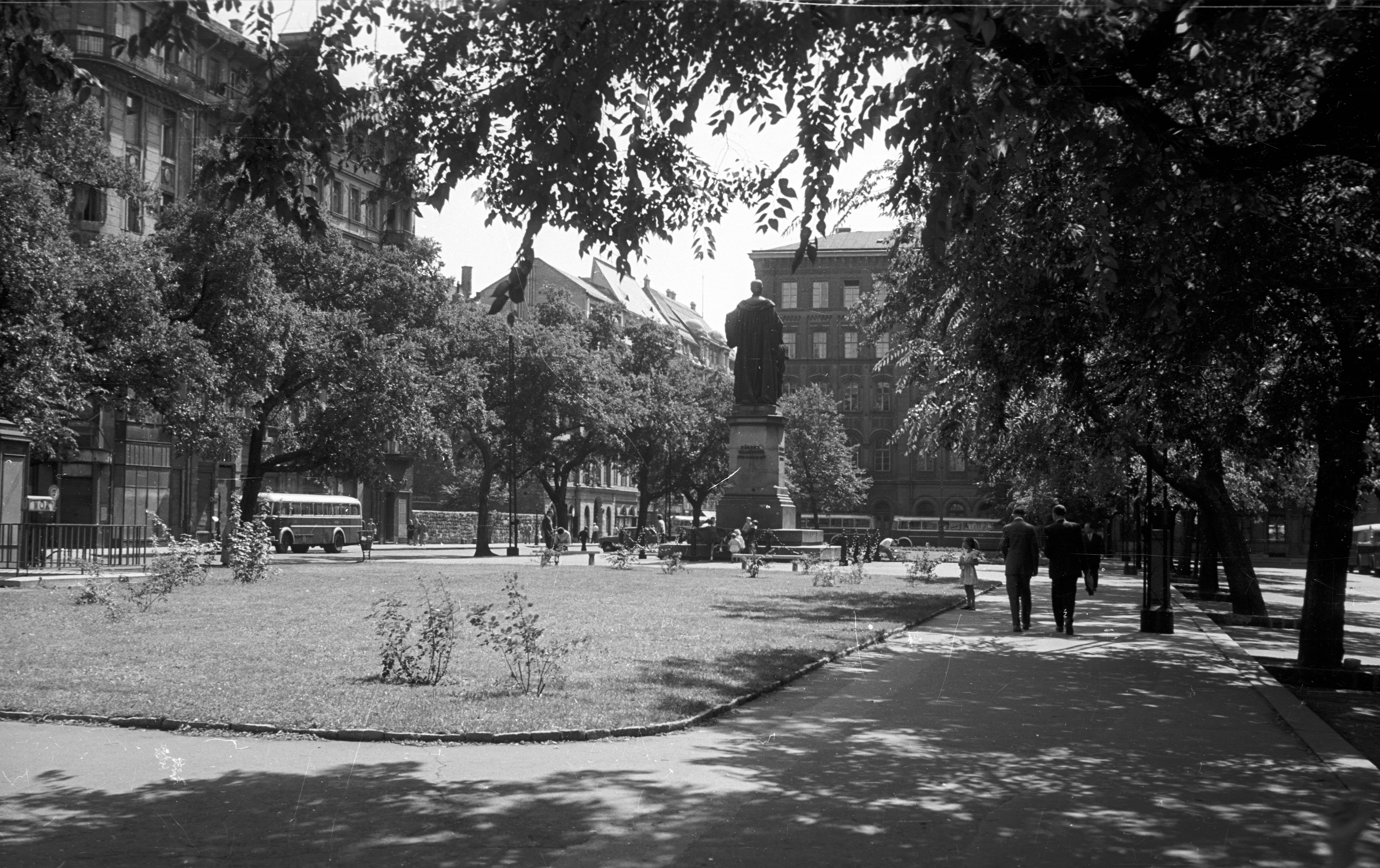
A tér parkja a József Attila utca felől 1959-ben

1950-ben a tér József Attila utca felőli oldalára, a buszmegálló mellett, földbe süllyesztett illemhely is kialakításra került a téren. Az ehhez kapcsolódó földmunkálatoknál két és fél méter mélységben csontvázakat, faragott oszloplábakat, koporsómaradványokat találtak, amelyekről megállapították, hogy a 18. századi Pest városon, a Váci kapun kívüli temetőhöz tartoztak. A mellékhelyiség 1982-ig a Fővárosi Csatornázási Művek kezelésében működött, majd még az 1980-as évek elején lelakatolták. Ezt követően nem helyezték többé üzembe.

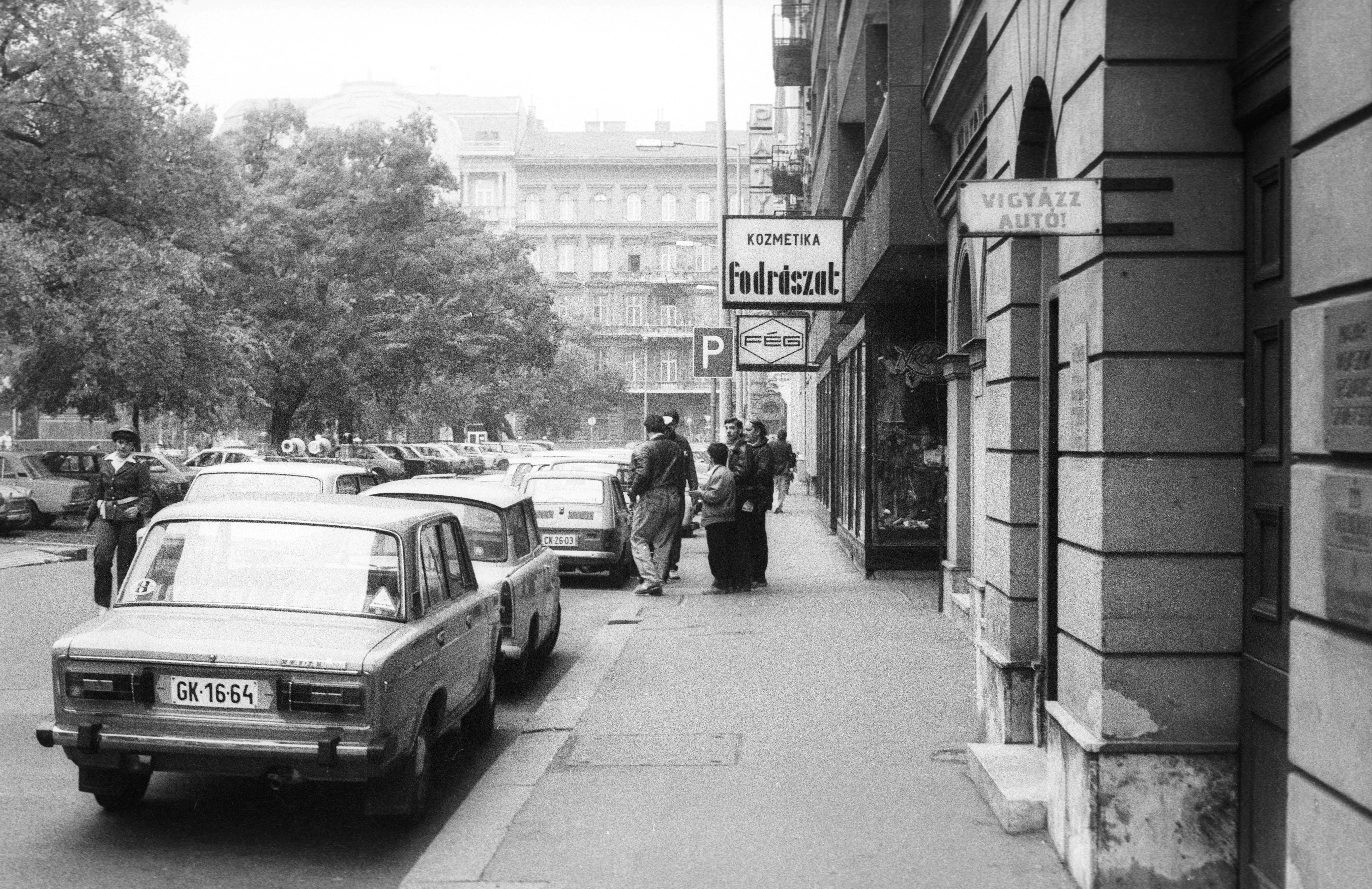
József nádor tér a József Attila utca felé nézve 1989-ben

1949–1950 között – a korabeli viszonyokhoz illeszkedően – korszerű autós várakozóhelyeket alakítottak ki a téren. E szerint a gépkocsik a fasor fái között parkolhattak, ezért a gyalogjárdát a kis park két oldalán megszüntették, a fák törzsét pedig védőráccsal látták el. A kialakításra a Hitelbank épületében székelő pénzügyminisztérium előtti parkolóhelyzet megoldása miatt volt szükség. Az 1960-as években a József nádor teret már az V. kerület egyik legnagyobb parkolójaként tartották számon, ami kihasználtsága a fizetőparkolók próbaszerű bevezetése idején jelentősen lecsökkent, miközben a környező utcák forgalmát szinte megbénították az autók. Az 1970-es években vezették be a fizetőórás, időhöz kötött várakozást – a téren közel 100 gépkocsi részére –, illetve a járdán való parkolás megengedését, és az utak egyirányúsítását a parkoló-férőhelyek számának további növelése érdekében. 1984-ben 19 járdai parkolóhelyet szüntettek meg a téren. 1988-ban új forgalmi rend került bevezetésre a belvárosban, melynek köszönhetően 130-ra nőtt a téren a parkolóhelyek száma úgy, hogy legnagyobb részét díjmentesen a helyi lakosság használatába bocsátották. Azonban 1991-ben ismét problémává vált a parkolási helyzet, így újra napirendre került a tér alatt építendő mélygarázs ötlete.
A József Attila utca kiszélesítése kapcsán a Dorottya utca és az Erzsébet tér között az utca déli oldalán álló épületek földszintjeit 1964-ben árkádosították, ahol így mindkét irányban két forgalmi sávos párhuzamos közlekedést vezettek be.

### A 21. században
A téren 2003-ban a Budapesti Történeti Múzeum végzett nagyobb feltárást, mivel a kerületi önkormányzat mélygarázs létesítését tervezte. Ezelőtt 1950-ben és 1979-ben voltak leletmentések, illetve 1968-ban, közművesítés alkalmával melléklet nélküli, keletelt csontvázak kerültek elő. A füves terület alatt vastag újkori feltöltési rétegek húzódtak, a legtöbb a 19. század elejéről. Ezek alatt mintegy 1,5 méter mélységben barna, homokos rétegben nagyjából szabályos sorokban délnyugat-északkeleti tájolású sírok sorakoztak, körülöttük több mészkőtöredék is elkerült, továbbá két korábbi sírt fedeztek föl, amik tájolása nyugat-keleti volt. A réteg főként 13-14. századi kerámiát tartalmazott. A sírkövek alapján a temetőt a török hódoltság korára keltezték. A sírok alatt korábbi, 14-15. századi telepjelenségeket, kisebb gödröket, árkok részleteit találták.

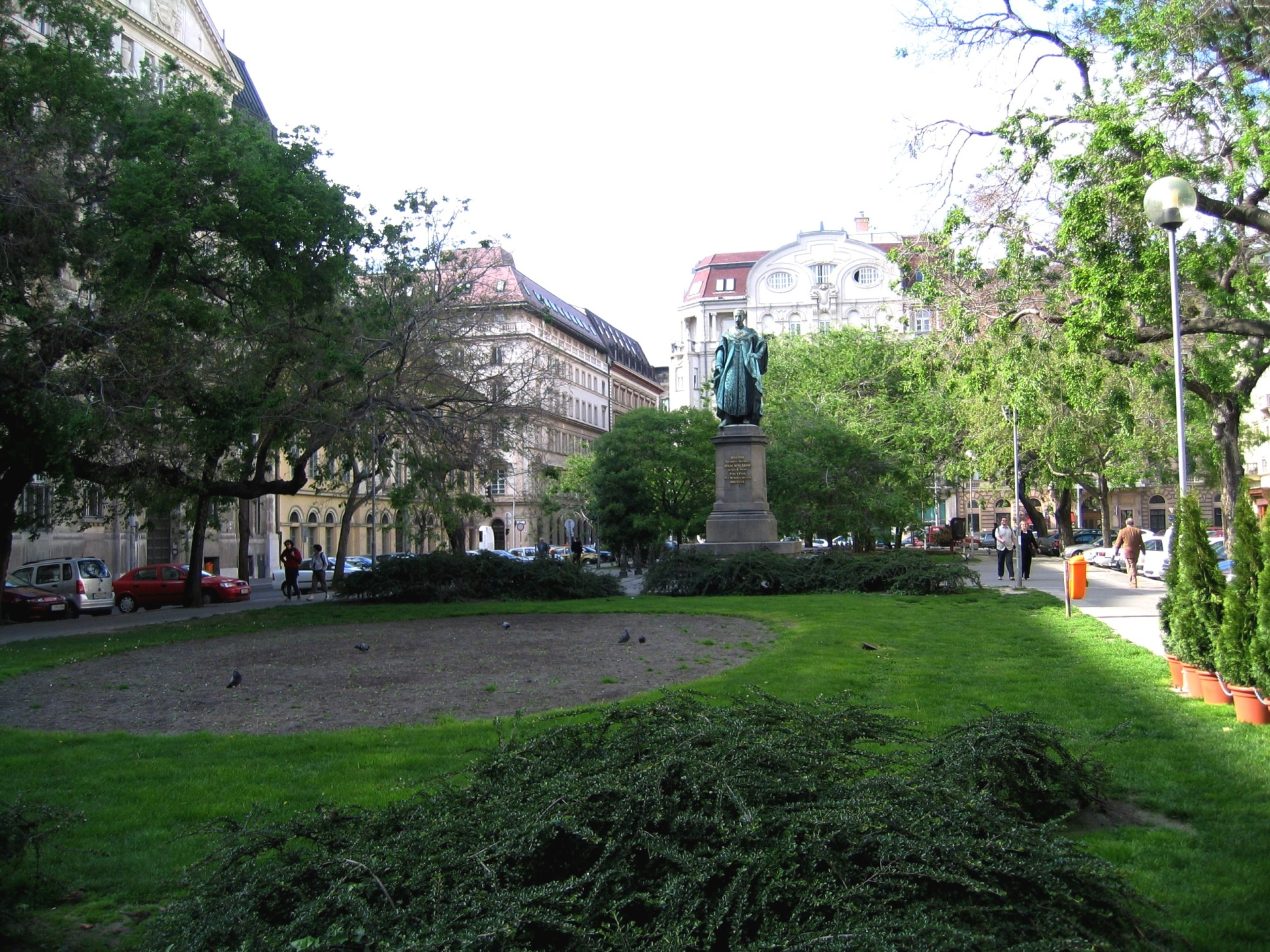
A tér 2005-ben

A területen föld alatti parkoló építésére, – amelynek szakmai indítása 1994-ben történt és pártállástól függetlenül minden polgármester és képviselő-testület támogatta – az ötödik kerületi önkormányzat 2003-ban előkészített, de pénzhiány miatt csak 2005-ben kiírt két fordulós pályázatát 2006-ban az OTP Ingatlan Zrt. nyerte el. A társaság azonban csak tíz évvel később kapta meg a munkaterületet, mert az építkezésre kötött szerződést többen is megtámadták. A megállapodást még Steiner Pál akkori polgármester írta alá, ami szerint a cég 690 millió forintot fizetett a parkoló építési és ötven évre szóló üzemeltetési jogáért, mely után a mélygarázs a kerület tulajdonába kerül. A tervek szerint a háromszintes mélygarázsban 525 autó parkolhat, míg a téren állt 24 darab fa közül „kettő elvileg átültethető” – ezek később az Olimpia parkba kerültek –, a többit kivágják, helyükre 51 fát ültetnek. Két füvesített négyszöget kovácsoltvas kerítéssel vesznek körül, kandelábereket és biciklitárolókat is kihelyeznek, illetve elhelyeznek egy Zsolnay- és egy Herendi-kutat, egy elektromos töltőállomást, valamint zuhanyzós kerékpártárolót és nyilvános WC-t. A korábban is lakossági parkolásra használt 71-ből a helyben lakók kérésére 56 felszíni parkolóhelyet meghagynak – a párhuzamos parkolóhelyekből 2-t mozgássérültek részére alakítanak ki.

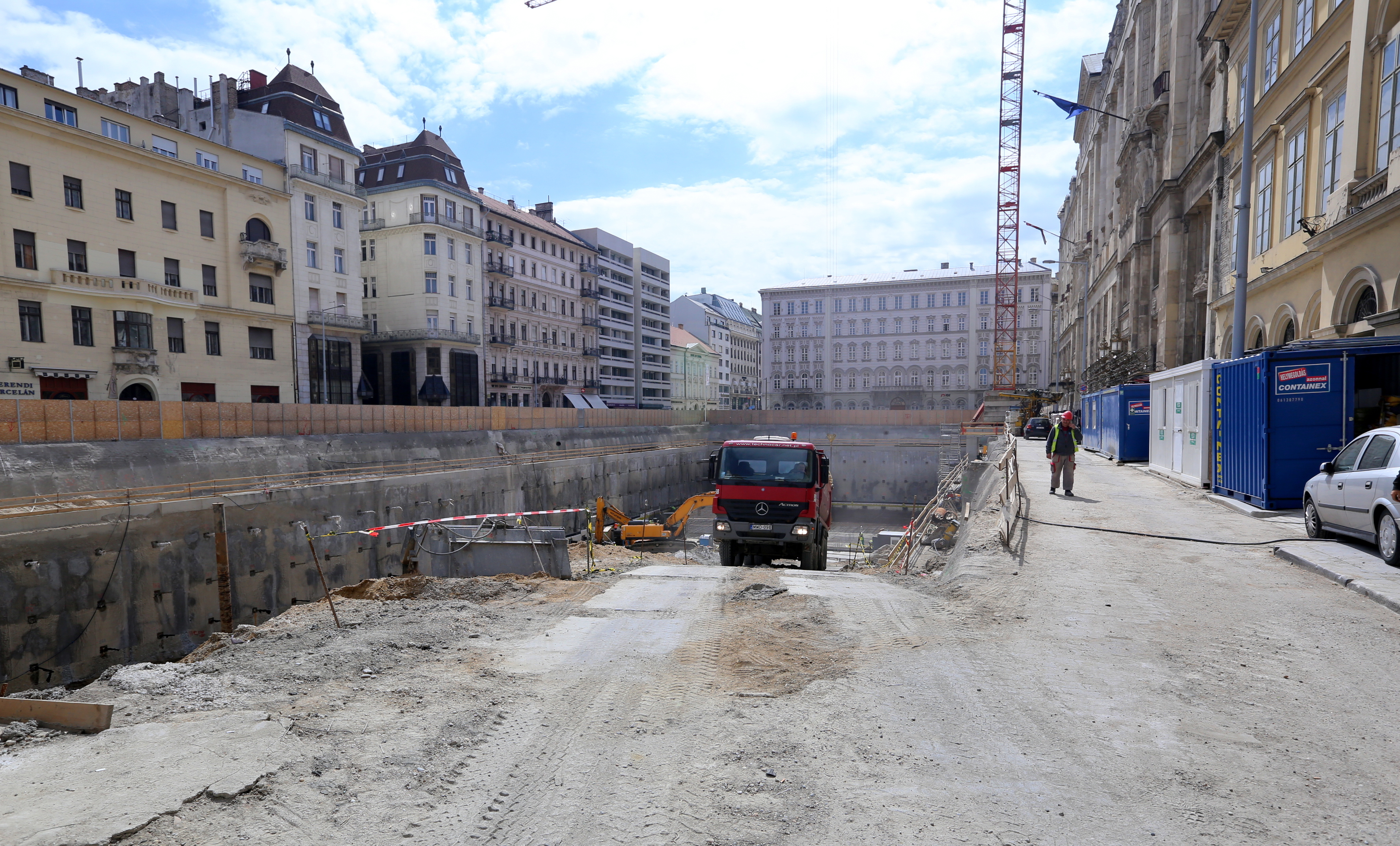
Épül a mélygarázs (2017. április)

Az építkezés kivitelezője a West Hungária Bau Kft.. A projekt összértéke 3,02 milliárd forint. A munkálatok 2016. március 1-én kezdődtek meg a régészeti feltárással – melynek során a korábbi kutatóárok és a korabeli rajzok által már ismert törökkori temetőben minimum 430 sírhelyet találtak.

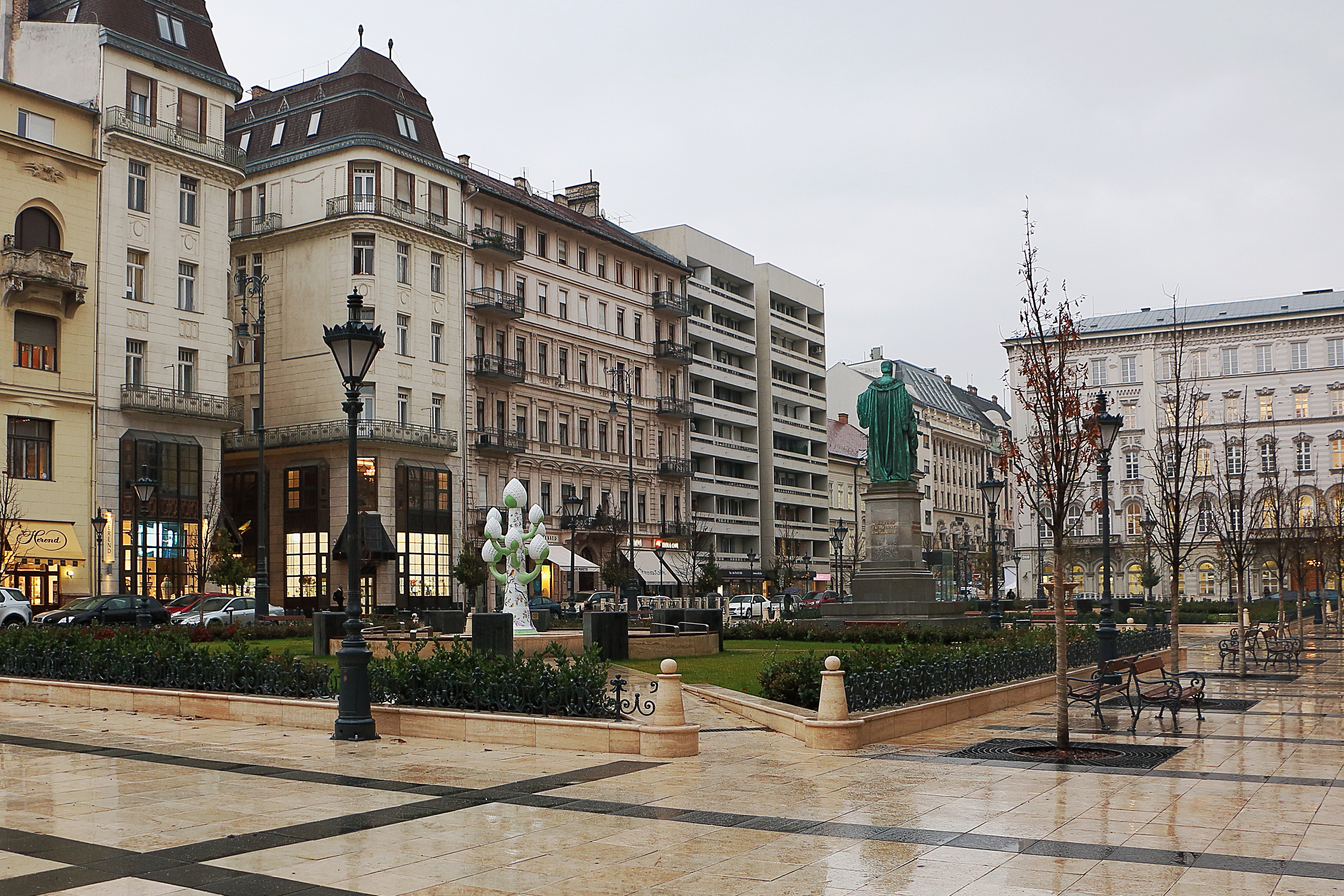
A megújult tér novemberi esőben (2019)

A faltól falig 8500 négyzetméter nagyságú tér parkosítási munkálatai 2018. május 15-én kezdődtek meg. Ennek, a H+F Építészmérnöki Iroda terve alapján közel 1500 négyzetméteres gyep, illetve további 500 négyzetméteren cserjék, bokrok és virágágyások három zöldfelületet alkotnak – kettő ezekből a József nádor-szobor előtt és mögött, a manufaktúrák által ajándékba adott Zsolnay- és a Herendi-díszkút körül. A József nádor emlékművet egy teljes restaurálását követően, értékes patináját megtartva, 2018 júniusában helyezték vissza a korábbi helyére. 54 várostűrő fát a Belváros önkormányzata ültettet el, melyek közül – az alpolgármester 2018-as nyilatkozata alapján 31 darab komlógyertyán fajtájú, az átadás utáni sajtóinformációk szerint azonban – a házak mellé várostűrő juhar és éger, a tér közepére 13 'Szent István' hárs, 12 'Sisi' ezüst hárs és 6 kocsányos tölgy került. Ezeket egy – Magyarországon itt és a Podmaniczky téren először alkalmazott – gyökércella-rendszer veszi körül. A tér három fő funkcionális területre oszlik, amelyeken eltérő burkolóanyagokat használtak, amikbe vakok- és gyengén látók részére vakvezető jelzőburkolatot építettek. A járda, az útpálya és a felszíni parkolósávok andezit kiskockakő burkolatot kaptak, a tér közepén kialakított gyalogos felületet pedig nagyméretű mészkő- és andezitlapok fedik. A burkolati felületeket a csapadékvíz elvezetését biztosító oldalárok-rendszer, vagy annak nyomvonalán épülő süllyesztett szegélykő burkolati motívum választja el egymástól. A teret 2019. augusztus 26-án adták át.
A Herendi Porcelánmanufaktúra Zrt. az „Élet fája” elnevezésű díszkút központi, porcelánfa elemét saját motívumainak felhasználásával, egyedileg a térre tervezte. A belső részben megbújó rozsdamentes acélváz végein, rügymintázatban építették rá az egyes elemes porcelántesteket. A „fa gyümölcsei” belső megvilágítást kaptak. A körülbelül 2,8 méter magas fa egy vízzel körülvett medencében áll, amelyben habosító fúvókák mozgatják a vizet.
A tér másik kútja a Zsolnay Porcelánmanufaktúra Zrt. herkulesfürdői neoreneszánsz Herkules-kút mása, ami a tér nagyobb, déli zöldfelületén került elhelyezésre. A vízköpőkön keresztül lefelé csorgó víz a középen elhelyezkedő kisebb medencékbe, majd pedig az alsó, nagyobb gyűjtőmedencébe folyik tovább. Teljes magassága 4,25 méter. Az eredeti helyszínen is fellelhető pasztelles színvilághoz hasonló szökőkutat esténként a medencéje alján lévő motívumok megvilágításával is kiemelik. A porcelán csobogóból fentről lefelé vízköpőkön keresztül csorog le a víz a középen elhelyezkedő kisebb medencékbe, melyekből az alsó nagyobb gyűjtőmedencébe folyik tovább.

## Nevezetes épületei

### József nádor tér 1.

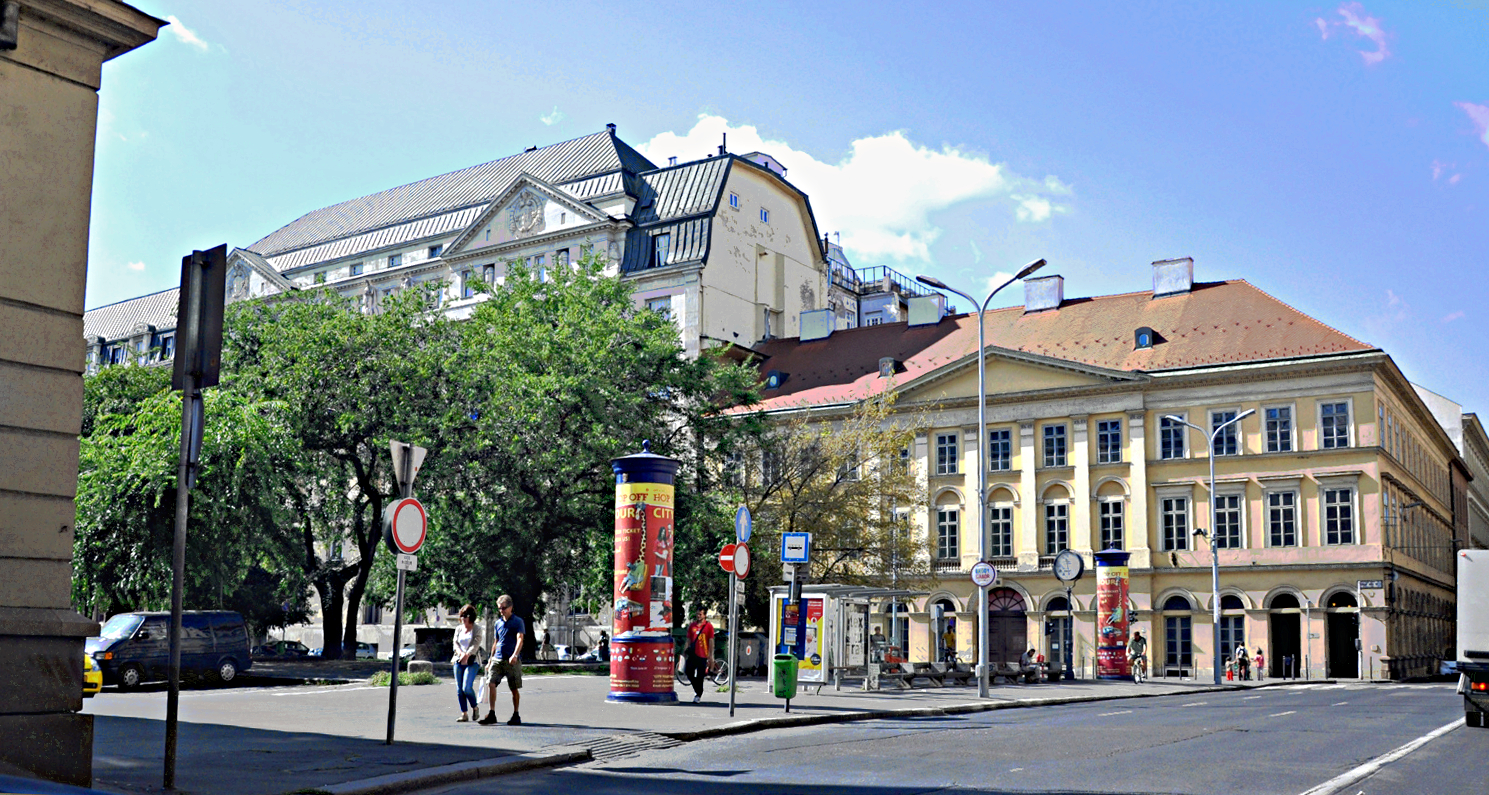
A József nádor tér 1. 2014-ben

(József Attila utca 5.) Műemlék. Nyilvántartott régészeti lelőhely (újkori temető).
A Gross-ház Hild József tervei alapján épült 1824-ben Gross Ferenc megrendelésére. A klasszicizmus jellegzetes, portikuszos középrizalittal megoldott kétemeletes lakóháztípusa, mely a kor egyik leggyakoribb homlokzati rendszere volt. Számos kisebb belső átalakítástól eltekintve a 20. századig eredeti állapotában maradt fenn, ezt követően  földszintjét fokozatosan átalakították. Az eredeti vállpárkányok és ívezeteket, pillérei némelyikét és a fatáblás ajtókat kibontották, eltávolították, átalakították. A József Attila utcában a kocsiút szélesítése következtében nem maradt gyalogjáró a pártatlanan számozású oldalon. Pótlásul az utcának ezen az oldalán árkádosították az épületeket, így ezt is.
Földszintje már a Bach-korszakban is kisvendéglő volt, majd 1858-tól híres sörház- és vendéglőnek adott otthont. Bár cégére eredetileg egy körtefa volt, az emberek virágbokornak nézték, így lett ez, illetve Blumenstöckl a neve. Hild is szívesen időzött itt. Törzsvendége volt Lotz Károly, aki Bacchus diadalmenetét festette fel a különterem díszítésére, amit a 20. század második felére már csak leírásokból ismerünk. A helyiséget Kirchhof Frigyes bérelte 1865-ig, majd Krigovszky később Förster Mátyás. Gundel János 1872-től 1878-ig vezette és ki is bővítette. Ezután Kommer Ferencnek adta át az üzletet, akiről viszont öccsére, Kommer Antalra szállt át a vendéglő tulajdonjoga. Az ő halála után, 1909-ben unokaöccse Gundel Ferenc vette át az étterem vezetését. A híresen jó ételek és italok mellett központi elhelyezkedése is elősegítette közkedveltségét. Művészek, politikusok is szívesen vendégeskedtek itt, mint Liszt Ferenc, Mikszáth Kálmán, vagy Tisza Kálmán és Tisza István, Berzeviczy Albert, de megfordult Louis Blériot is. 1907 májusában itt alakították meg a Magyar Zeneszerzők, Szövegírók és Zeneműkiadók Szövetkezetét (az Artisjus előde) a szerzői jogok védelmére. Az alakuló összejövetelen ott volt többek között Mihalovich Ödön, Hubay Jenő, Erkel Gyula, Fráter Loránd, Buttykay Ákos, Kacsóh Pongrác, valamint zeneműkiadók és zenekritikusok. Elnökké Herzfeld Viktort, alelnökké Hubay Jenőt és Huszka Jenőt választották. 1911-től Szívós Zsigmond vette át a vendéglőt, aki 1916-ban bevonult és az üzlet bezárt. Az első világháború után a Hitelbank élelembeszerző csoportjáé lett rövid időre. 1925–1935 között Posch Károly bérelte, azonban tönkrement, így 1937-től Teuber Ágoston szerezte meg a vendéglőt. 1938-tól Erdélyi étterem néven üzemelt.
A második világháború folyamán, 1944-ben a József téri homlokzat balszárnya bombatalálatot kapott. 1948-as helyreállításnál azonban nem ragaszkodtak az eredeti állapot visszaállításához. 1954-ben Horler Miklós a teljes épületet helyreállította.
Egy időben ebben a házban volt a Postabank székhelye is.

### József nádor tér 2-4.

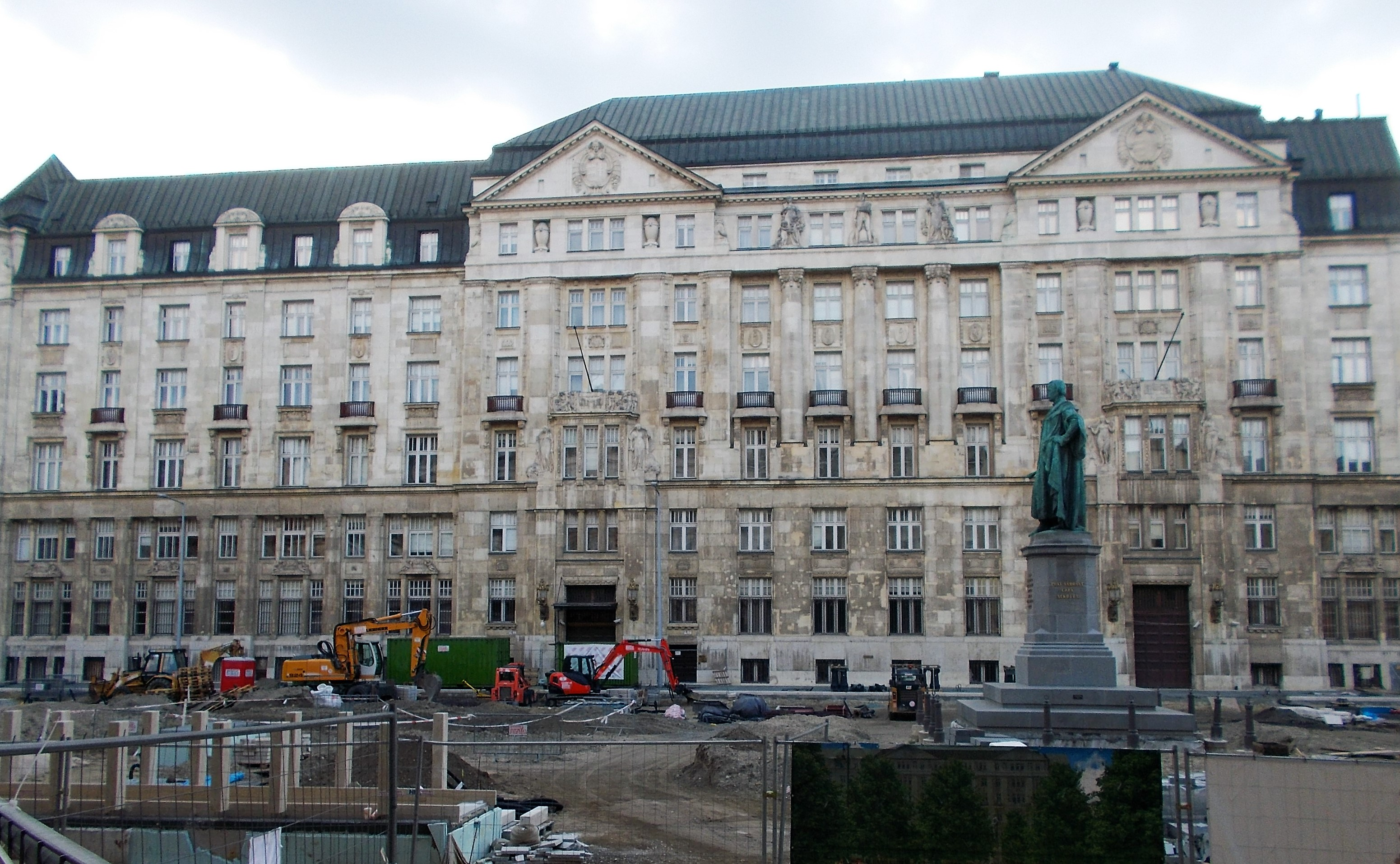
A Pénzügyminisztérium 2018-ban

(Wekerle Sándor utca 6., Dorottya utca 5-7.) Műemlék.
A Pénzügyminisztérium épülete, amely Alpár Ignác tervei alapján épült.
1909-ben a Magyar Általános Hitelbank igazgatósága vásárolta meg a Wurm (korábban Madár, később Szende Pál, majd Wekerle Sándor) utca felőli, a Dorottya utca és József tér sarkán levő, több házból álló hatalmas telektömböt. A Dorottya utcai rész földszintjét és félemeletét üzleti helyiségek céljaira alakították ki, így főhomlokzatát a tér felé építették. A József tér 2. számú házat ekkor még nem építették át, mert abban helyezték el ideiglenesen a Magyar Folyam- és Tengerhajózási Társaságot. Az építési és berendezési költségekre közel hét millió koronát irányzott elő a hitelbank igazgatósága. Az épület négy esztendő alatt készült el. 1913. december 8-án tartották ünnepélyes megnyitóját. A pénzügyminisztérium 1948-ban került az épületben állandó elhelyezésre.
A 2-es számú épületben 1847-ben nyitotta meg Kugler Antal – Sopront kinőve – híres cukrászdáját, amit 1852-ben addig külföldön tanult fiának, Kugler Henriknek adott át, aki 1870-ig működött itt (mikor is üzletét a Gizella térre költöztette – 1883-ban vonult nyugalomba és adta át azt a helyiséget Gerbeaud Emilnek).
A 4-es számú átjáróház Pollack Mihály műve volt, ami József nádor korabeli bérházakban jellegzetes lépcsőházát sok helyen felemlítik. Az 1824-ben épített épületet 1910-ben lebontották.

### József nádor tér 5-6.

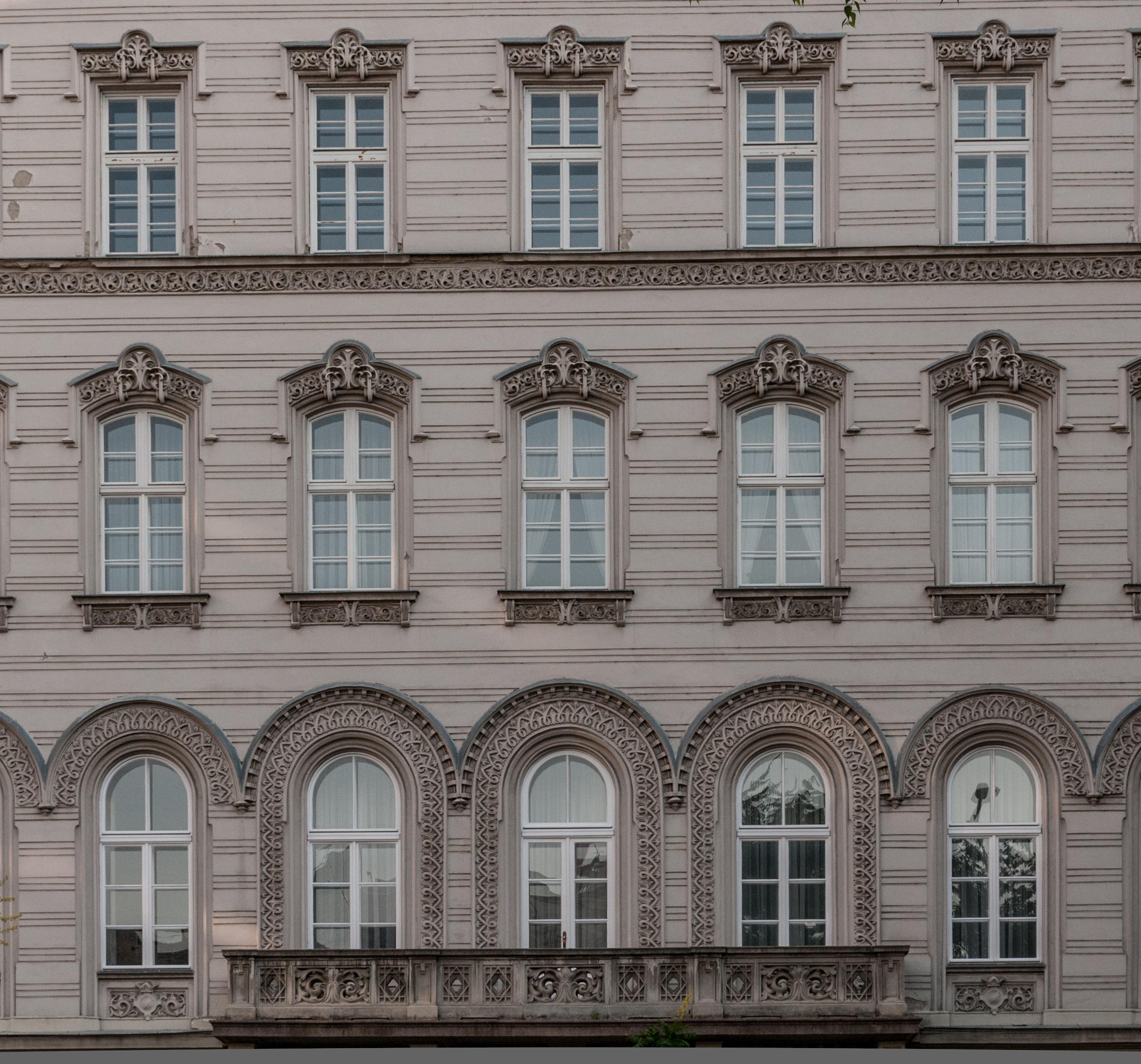
A József nádor tér 5-6. fő homlokzata

Műemlék. Nyilvántartott régészeti lelőhely (újkori sír).
Máltás Hugó fő műve az 5. sz. alatti ún. Kovács–Sebestyén-ház, amely 1859-ben Kovács-Sebestyén Endre orvos, a Szent Rókus Kórház nagy hírű sebésze számára épült. Az eredetileg háromemeletes lakóépület romantikus stílusú. A köznyelv akkortájt „Schneider Viereck"-nek, azaz „vágó négyszögnek" hívta, mert ezt a háztömb minden tulajdonosa munkája folytán valamilyen módon a vágással állt kapcsolatban (volt köztük például sebész, szabó, de a részvény- és kötvényvágás beleillik a hagyományba).
1922-ben Barát Béla és Novák Endre egy negyedik emeletet is építtetett ra. Romantikus stílusú saroklakóház, 4 + 9 + 4 ablakkal, oldalhomlokzatán 2 – 4 – 2 ablakkal. Az emeleten a két sarokrizaliton 2-2 ablakot helyeztek el. Középen erkély húzódik három ablak hosszúságban.
A háztömb (a Gerbeaud-házzal együtt) az 1859-ben lebontott pesti harmincadhivatal kibővített helyén épült. A 18—19. század fordulóján kiépülni kezdett Lipótváros egyik legértékesebb telkén 1857-ben árverést követően a négy új parcella tulajdonosai a telekkönyvi iratok (1860. március 1. és április 2-a között) szerint a következők lettek: a József tér 5-6. Kovács-Sebestyéné, a Dorottya utca 3. Lyka Döme Anasztázé (ezek a háztömb északi, József tér felé néző épületei), a Dorottya utca 1. a Pesti Magyar Kereskedelmi Banké, illetve Eisele és Gottgeb Antalé (az utóbbi három házrész jutott később Gerbeaud kezére). A bank kezdeményezésére a telek beépítését először egységes formában szándékoztak megvalósítani, amire pályázatot is kiírtak, ám annak elbírálása előtt hónapokkal már mindegyik telektulajdonos külön-külön megrendelte a maga építési terveit. Az elkészült „Schneider-Viereck” különböző terekre néző házainak architektúrája némileg ugyan különbözött, azonban ekkor még alapvetően harmonikus egységet képeztek. A későbbi átalakítások már ezt nem vették figyelembe. De 1866-ban a Vasárnapi Ujság az Akadémia és a Vigadó mellett Pest legfontosabb nevezetességei között üdvözölte a háztömböt.
Az 5. számú házban működött 1890-től Weinberger Adolf kávéháza, amit 1892-ben adott át Wagner Józsefnek, akitől 1911-ben azt Berger Szilárd Lajos vette át.
1948-1979 között a NIKEX Nehézipari Külkereskedelmi Vállalat székházaként funkcionált.
A rendszerváltást követően a József nádor tér 1/A mellett itt is volt fiókja a Postabanknak.

### József nádor tér 7.

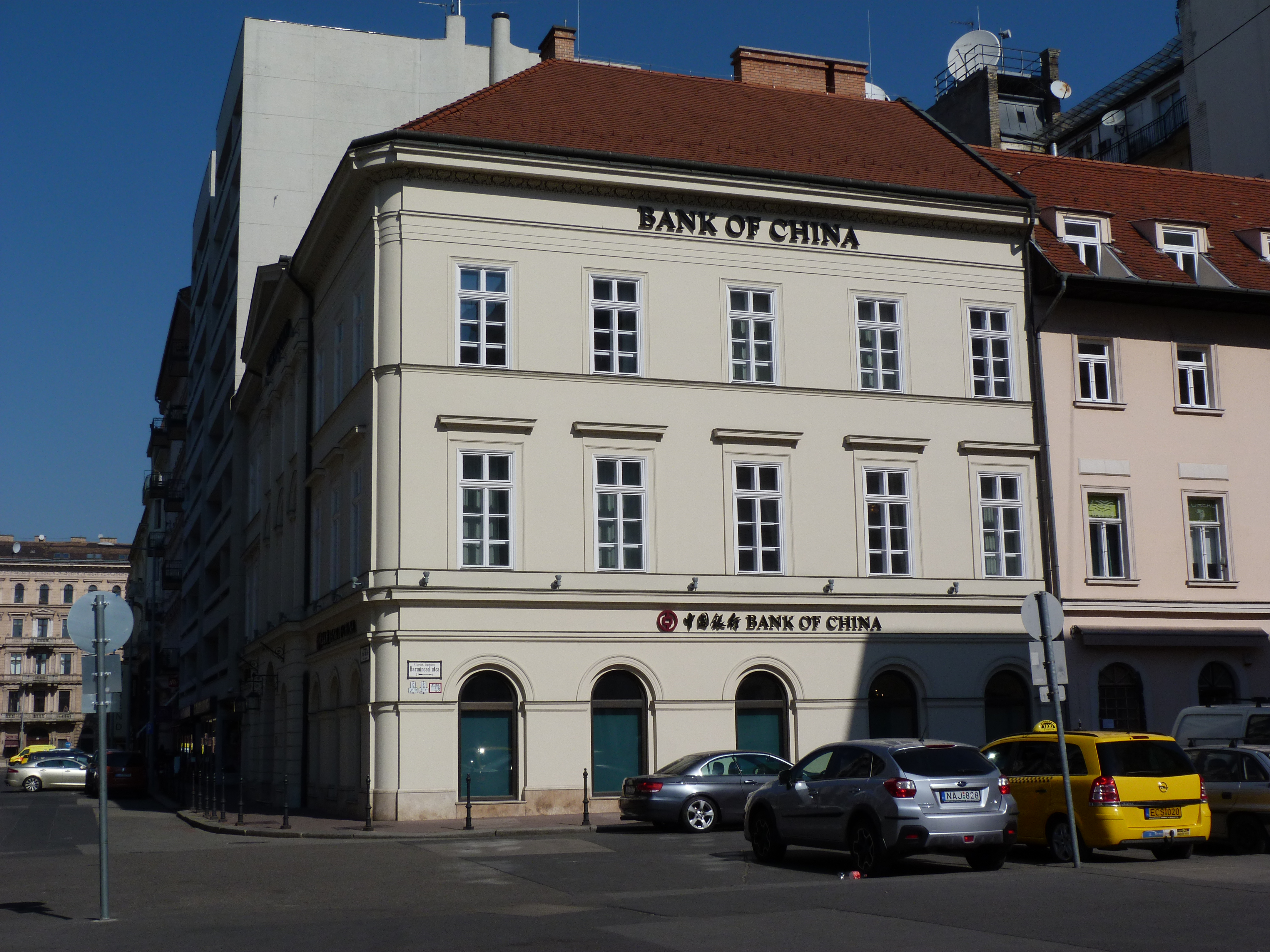
A Bank of China 2015-ben, a Vörösmarty tér felől

(Harmincad utca 2.) Általános műemléki védelem alatt áll.
Ismert nevei még: Röszler–Muráti-ház, Muráty-ház, Muráti–Teleki-palota, Teleki-ház.
A telken először egy 18-19. századi valószínűleg földszintes épület volt. 1831 körül Murati Miklós vagy  Muráty Panajot megrendelésére Kasselik Ferenc tervei alapján építettek rá egy emeletet, majd 1833 körül Zofahl Lőrinccel a másodikat, Rössler (Röszler) Katalin részére. 1908–1933 között a Teleki család eszközölt nem jelentős átalakításokat. Ezt követően 1941–1945 között az épületen a Magyar Általános Hitelbank, 1945–1959 között pedig a Múzeumok Központi Igazgatósága végzett átalakításokat. Újabb jelentős átépítés ifj. Kotsis Iván terve alapján 1967–1971 között volt, amikor az eredeti íves lépcső helyére két-, háromkarú lépcső került, illetve egy udvari vasbeton épületszárnyat építettek hozzá. 1991 novemberében a Credit Lyonnais Bank vásárolta meg az épületet. Az elkövetkező két évben teljes rekonstrukciót és átalakítást végeztek a banki igények kielégítése érdekében és bővült két új felépítményi szinttel. 2012-ben a Bank of China Hungary vásárolta meg az épületet. Ekkor nyílt főbejárat a József nádor tér felé.
1957–1964 között ebben az épületben kapott ideiglenes helyet az 1949 óta működő Legújabbkori Történeti Múzeum.

### József nádor tér 8.
Műemléki jelentőségű terület

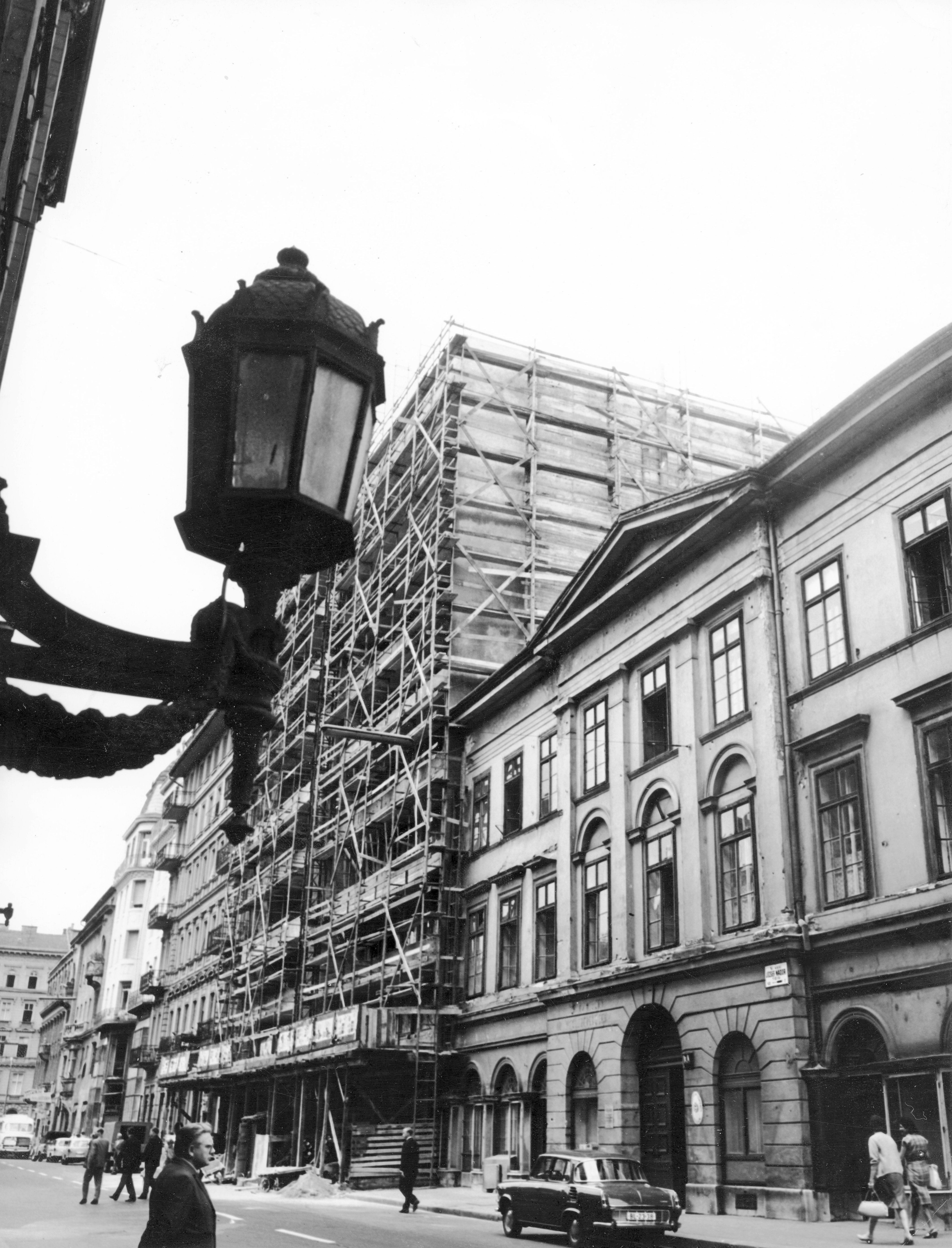
A 8. számú ház építése, 1966

A földszintjén üzlethelyiségekkel rendelkező modern lakóház 1966-ban épült, Földesi Lajos tervei alapján.
A korábban ezen a telken álló ház (nevezték Almay-házként is) Hild József tervei alapján 1834-ben épült. Az eredetileg kétemeletes ingatlanra 1877-ben egy harmadik „hátracsúsztatott”, azaz az utcafrontról nem látható, hatalmas terasszal rendelkező emeletet húztak. 1895-ben Moller Károly, a Tokodi Üveggyár alapítója és tulajdonosa helyezte ide át raktárát.
Az épület eredeti jellegét 1918-ra teljesen elveszítette. Ekkor a Magyar Szent Korona Országai Vöröskereszt Egylet szerezte meg a Lábadozó Sebesülteket Elhelyező Bizottság részére. 1921-ben a Hitelbank (ami ekkor már birtokolta a tér 1-4 számú házait is) megvásárolta a bérházat, ahová néhány vállalatát helyezte el, s a házra két emeletet építtetett. A négyemeletes bérház Budapest 1944–1945-ös ostromakor elpusztult. Bontását 1945 végén kezdték meg. Hosszú ideig foghíj maradt, parkolónak használták.

### József nádor tér 9.
Műemléki jelentőségű terület.
Ebben az épületben volt Pesendorfer Ferenc játékboltja az 1880-as évektől. A cég egyike a legkorábban bejegyzett budapesti játékkereskedéseknek, de nyomát csak a címjegyzékekben követhetjük. Ezekből 1929-ben tűnik el.

### József nádor tér 10.

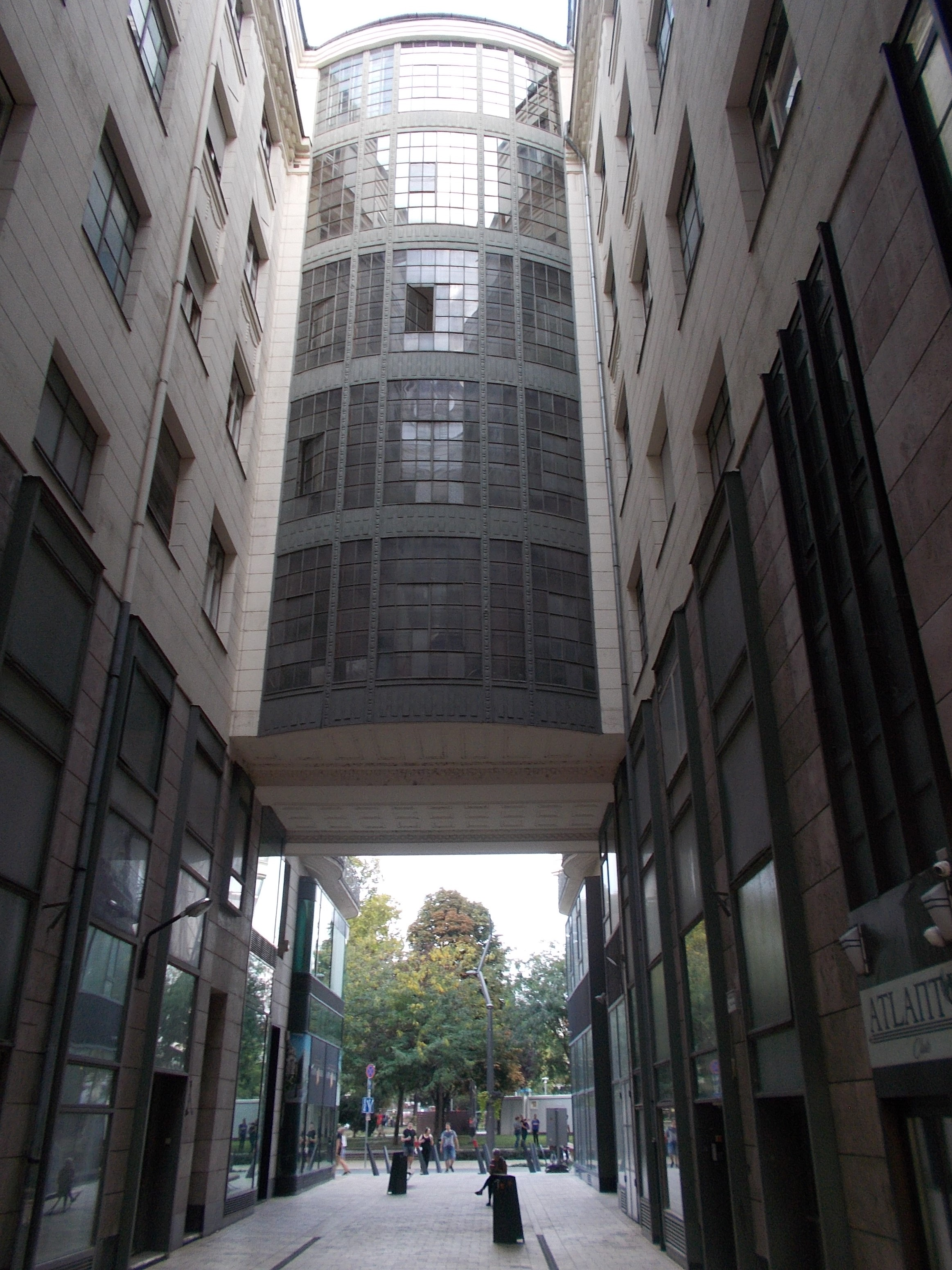
A Cziráky-udvar 2018-ban, az Erzsébet tér felé

(Erzsébet tér 3.) Műemléki jelentőségű terület.
A Cziráky-udvarként is ismert lakó- és üzletház 1912-ben épült, premodern stílusban Rainer Károly terve alapján Gerstenberger Emil építette, a vasszerkezeteket Oetl Antal, az ácsmunkát Neuschloss Ödön és Marcell, burkolómunkát Melocco Péter készítette. Átjárója az Erzsébet tér és a József nádor tér között teremtett kapcsolatot.
A telken Rössler (Röszler) Katalin 1833-ban építtetett egy kétemeletes házat Zofahl Lóránttal. Miután az épület a Czirákyak tulajdonába került, 1837-ben Hild József terve alapján teljesen átépíttették. Ezt az épületet 1910–1911-ben bontatta le Cziráky Béla gróf, hogy helyébe ötemeletes bérpalotát építtessen.

### József nádor tér 11.
Műemléki jelentőségű terület.
A lakóházat 1905-ben Messinger Alajos tervezte, Bloch Leó és Holitscher Róbert építette és Landsberger Izidor építtette.
A telekre először Sacellary Demeter bőrkereskedő építtetett kétemeletes házat Hild Józseffel, József nádor térrendezésével párhuzamosan. Az épületre Halbauer Rezső 1880-ban emeltetett rá egy harmadik emeletet.

### József nádor tér 12.
Műemléki jelentőségű terület.
A Kehrer-házként is ismert, akkor még egyemeletes klasszicista saroképületet Kehrer Frigyes építtette Hild Józseffel eredetileg 1823-ban. 1833-ban szintén vele alakíttatták át a homlokzatot neoreneszánsz stílusban és építtettek rá egy második emeletet. Később, 1929-től a József Attila utcai oldalán működött a Lipótvárosi Gyógyszertár.
A József Attila utca szélesítésekor a járdák pótlásul az utcának ezen az oldalán árkádosították az épületeket, így ezt is.

### A tér József Attila utcai házai

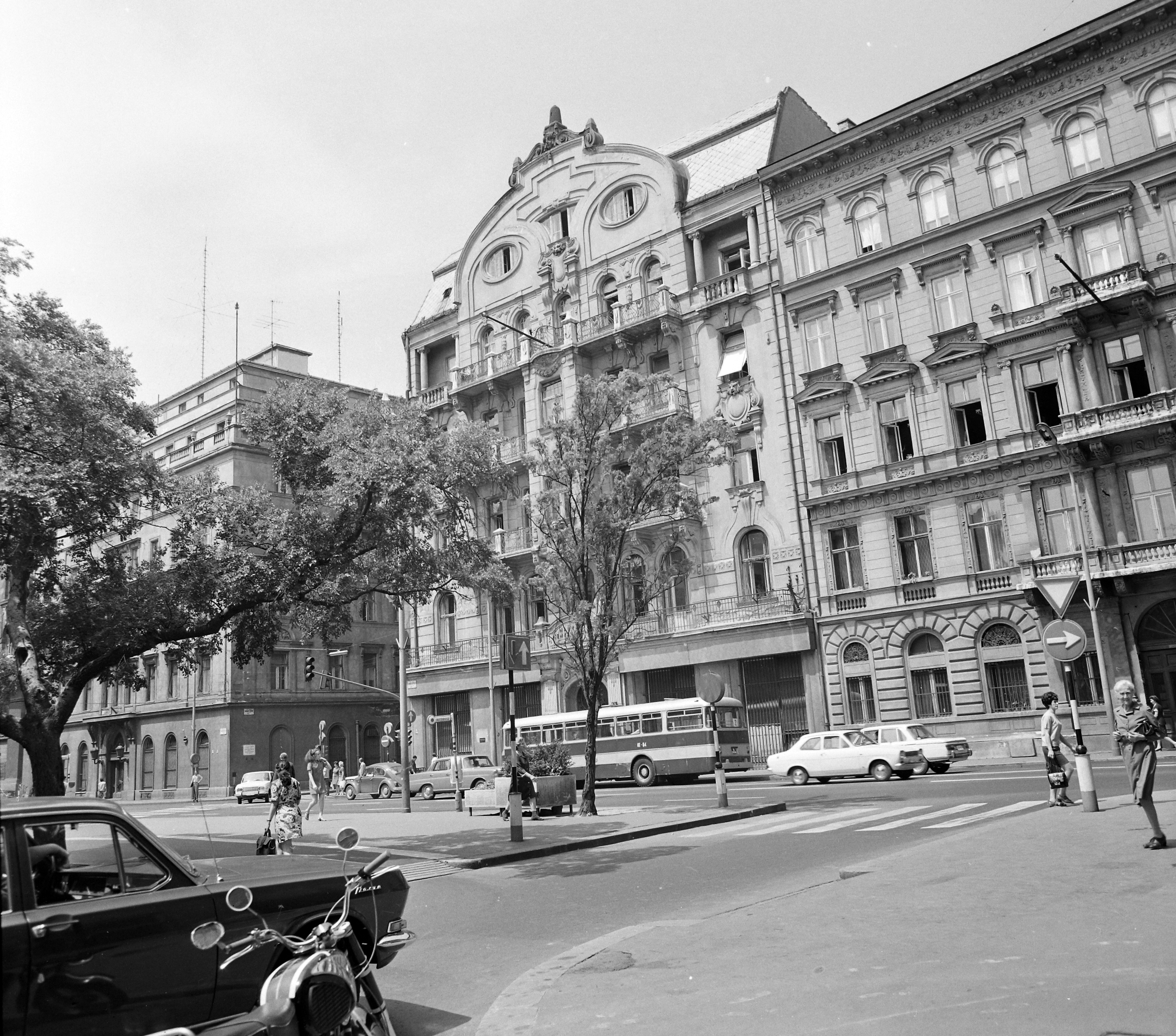
A József Attila utca házai a térrel, 1972-ben

#### József Attila utca 10.
Műemléki jelentőségű terület.
1861 körül József tér 9., 1879-ben pedig még József tér 13. címként szerepelt.
1872-ben Wieser Gyula a korábban épült kétemeletes lakóházra ráépíttetett két emeletet és átalakíttatta homlokzatát Gottgeb Antal 1871-ben készített, majd Dötzer Ferenc módosított tervei alapján. Wieser-házként is ismert.

#### József Attila utca 8.
Műemléki jelentőségű terület.
1861 körül József tér 10. 1879-ben pedig még József tér 14. – Nádor utca 1. címként szerepelt.
Az egykor egyszerű, kétemeletes lakóházat Paul Demjén építtette Hild Józseffel, 1818-ban. A Hanzely Márton után Hanzély-házként is ismert saroképületre 1869-ben Feszl Frigyes épített harmadik emeletet, majd 1872-ben Schusbeck Pál végzett átalakításokat.
1899-ben a Magyar Általános Takarékpénztár részvénytársaság (MÁT) vette meg az ingatlant. A korábbi épületet lebontották, helyére új reprezentatív székházát emeltek. A négy emelet fölött még egy tetőemeletes, szecessziós stílusú, források alapján Meinig Artúr terve alapján épült banképületet 1901-ban adták át. A pénzintézet kovácsoltvas kapuját Jungfer Gyula vállalkozása készítette.

## Képgaléria

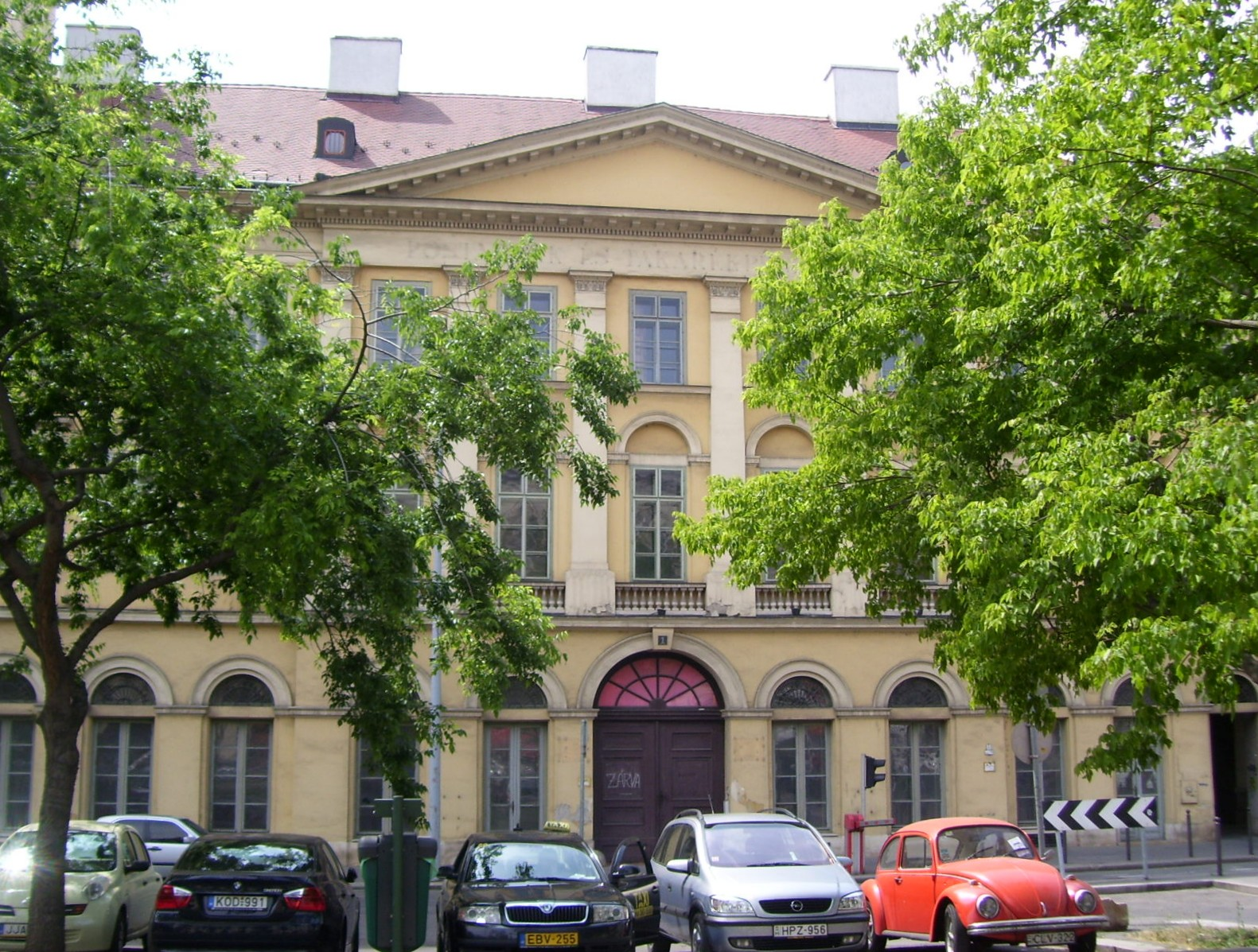
1. sz. lakóház
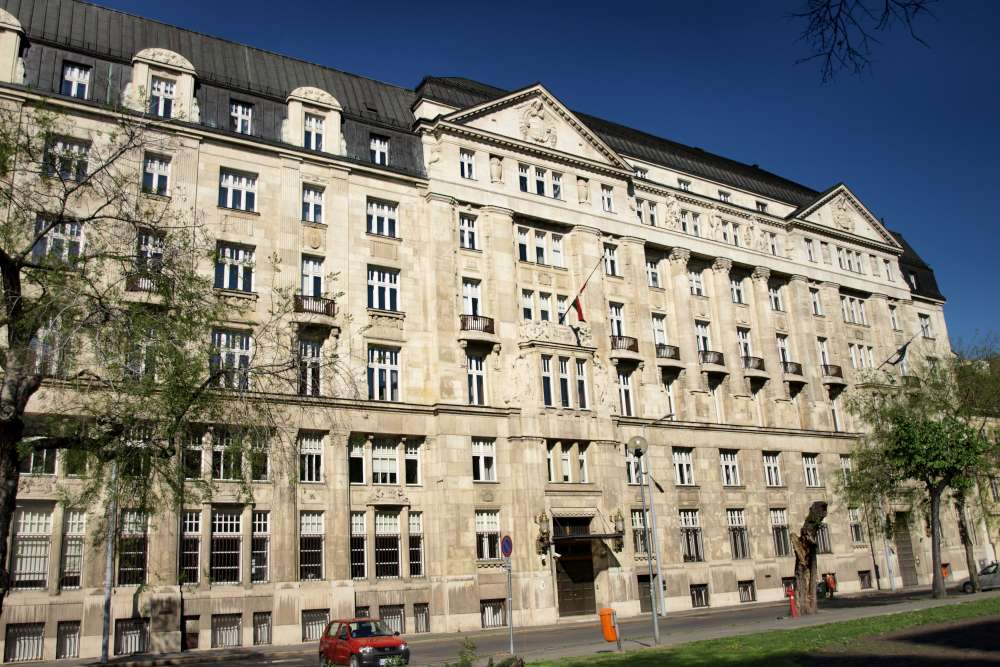
A Pénzügyminisztérium
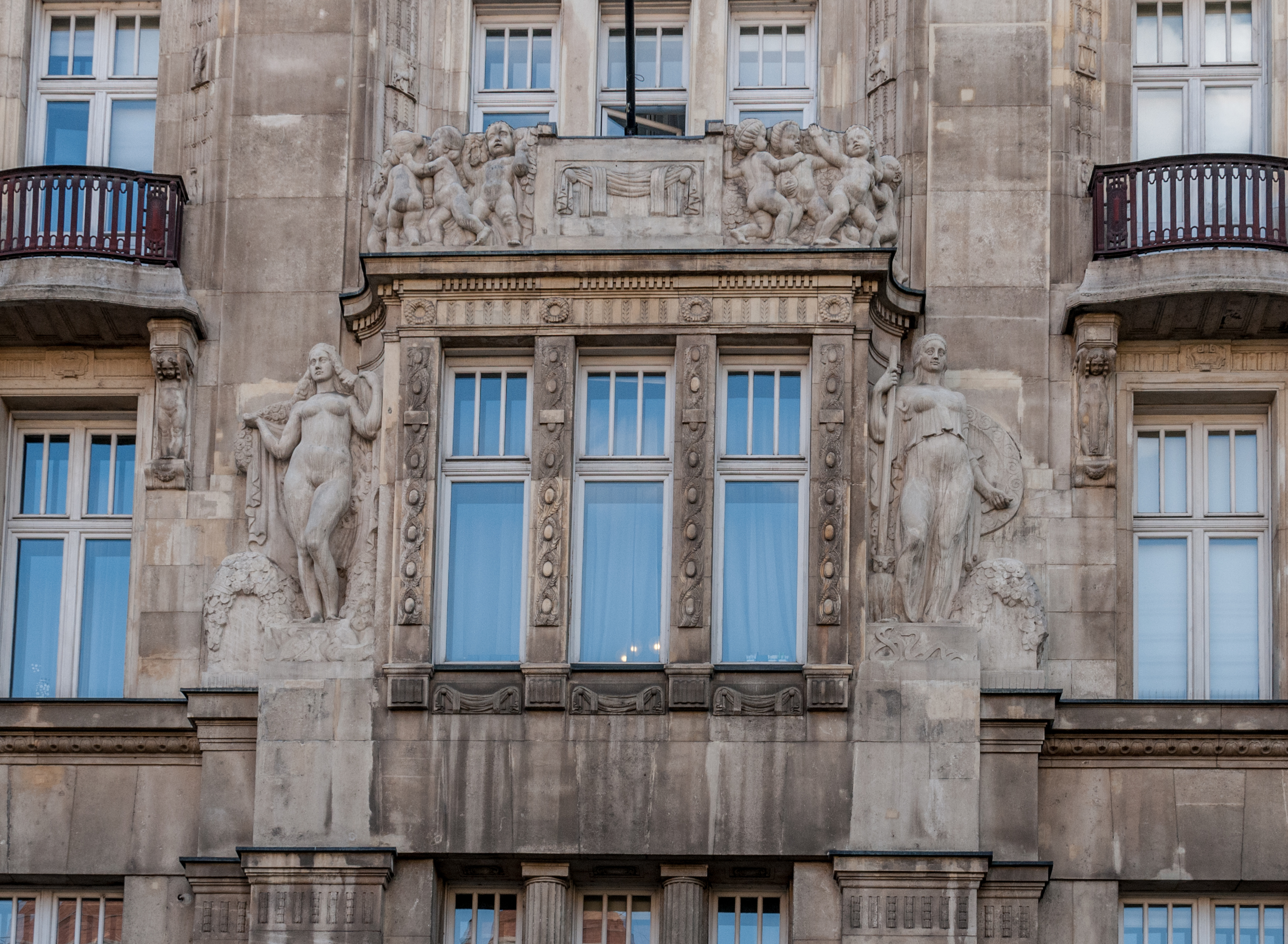
homlokzatának kőszobrai (Telts Ede művei)
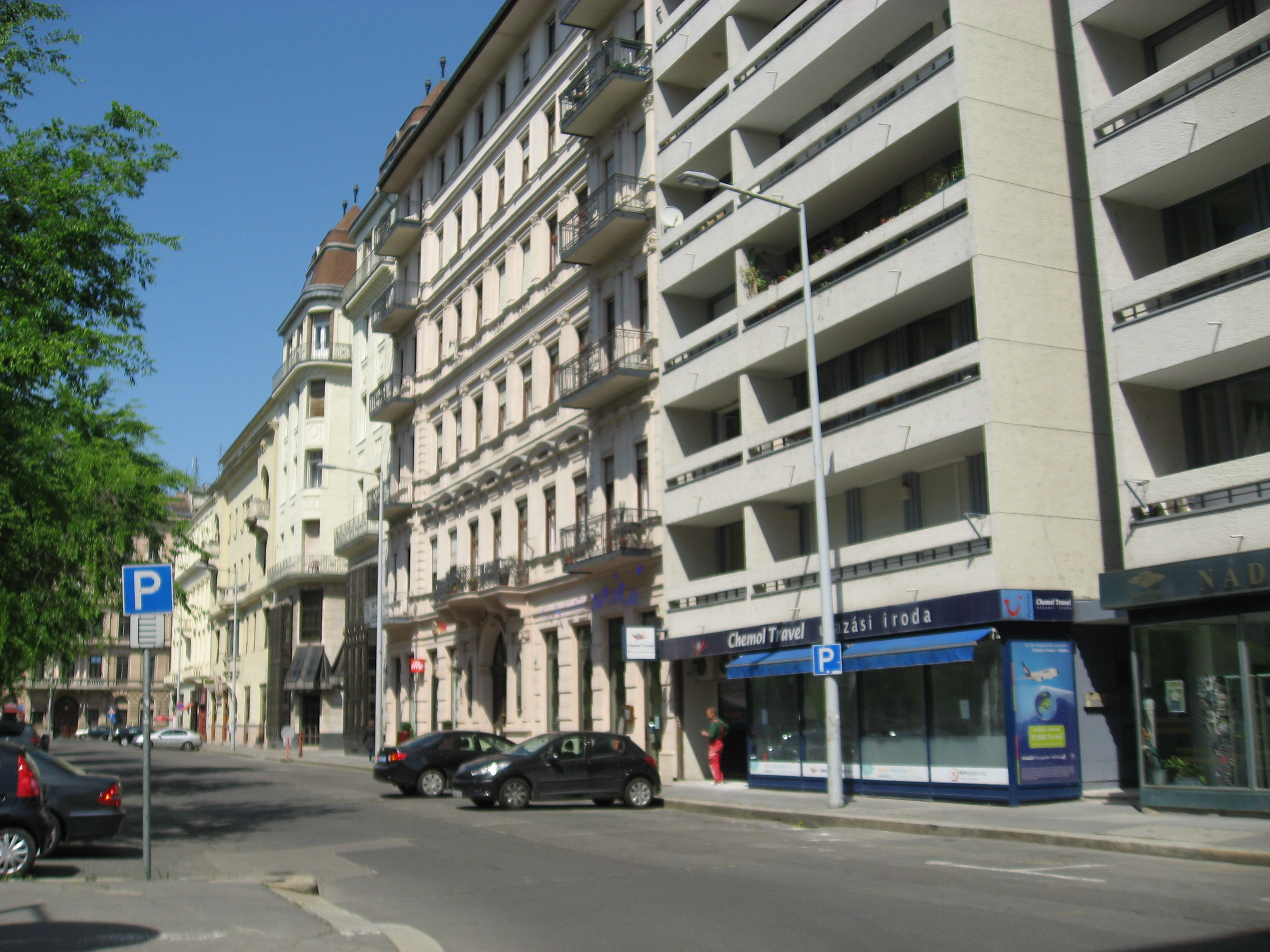
A 9-12. sz. lakóház
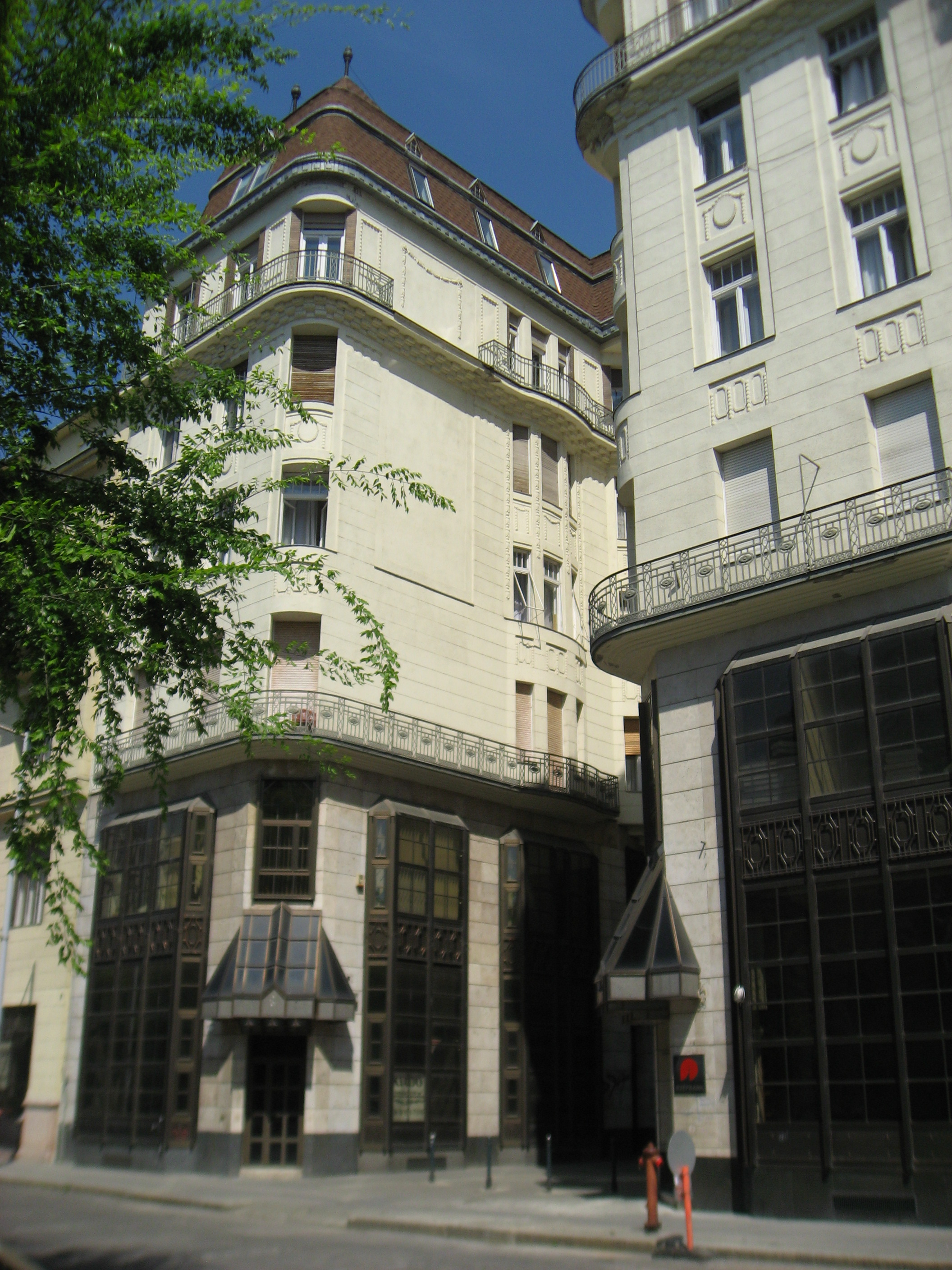
A 10. sz. lakóház
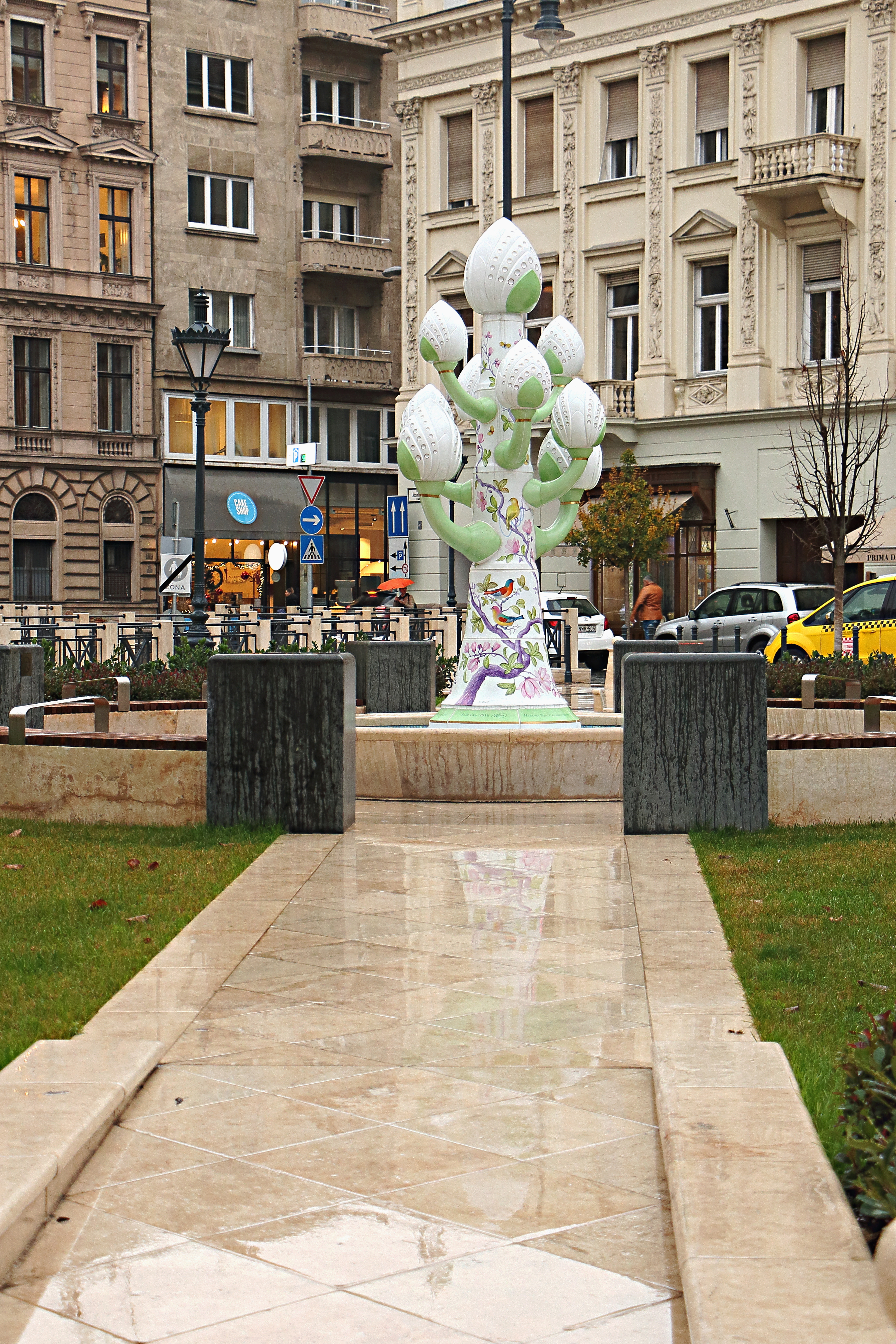
Herendi-kút (2019)
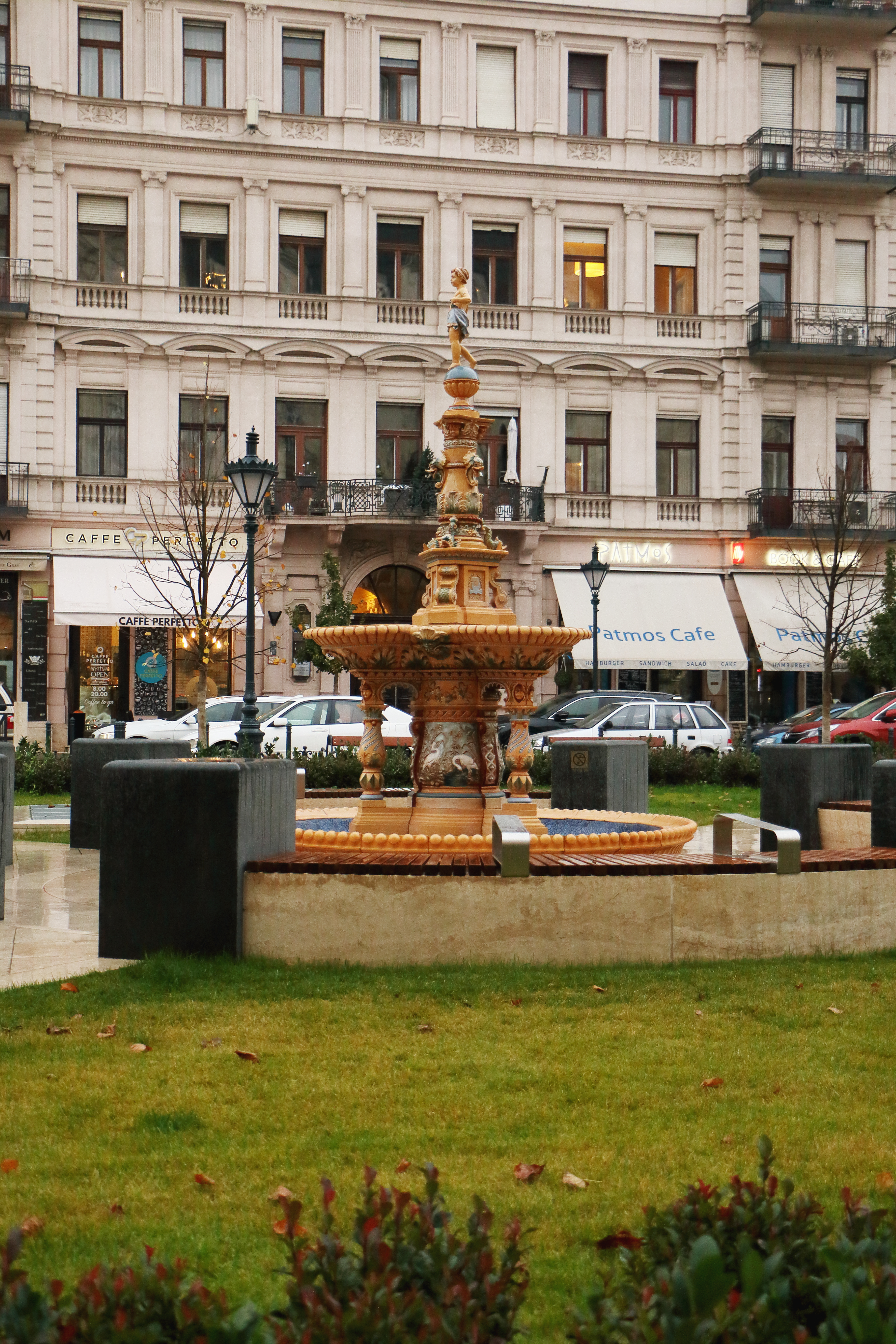
Zsolnay-kút (2019)